# Llista de topònims de la Vall de Bianya
Llista de topònims (noms propis de lloc) del municipi de la Vall de Bianya, a la Garrotxa
Informació actualitzada per un bot. Els canvis manuals es perdran quan s'actualitzi!

## abric rocós
| imatge | Nom            | Ubicat a          | instància de | Detalls | coordenades                                                         | Protecció | Commons (més fotos) | Dades a WD                    |
| ------ | -------------- | ----------------- | ------------ | ------- | ------------------------------------------------------------------- | --------- | ------------------- | ----------------------------- |
|        | Bauma del Quer | la Vall de Bianya | abric rocós  |         | 42° 16′ 23″ N, 2° 27′ 47″ E / 42.2729426361878°N,2.46309177596283°E |           |                     | Modifica les dades a Wikidata |
|        | la Bora        | la Vall de Bianya | abric rocós  |         | 42° 16′ 18″ N, 2° 26′ 35″ E / 42.2716581013989°N,2.44302138420016°E |           |                     | Modifica les dades a Wikidata |

## arbre singular
| imatge | Nom                  | Ubicat a          | instància de   | Detalls                                                                             | coordenades | Protecció        | Commons (més fotos)  | Dades a WD                    |
| ------ | -------------------- | ----------------- | -------------- | ----------------------------------------------------------------------------------- | --- | ---------------- | -------------------- | ----------------------------- |
|        | roures de Can Planes | la Vall de Bianya | arbre singular | Taxon: roure martinenc (Quercus pubescens) Ample: 24.9m Alt: 17.5m Perímetre: 4.95m | 42° 14′ 57″ N, 2° 29′ 38″ E / 42.24912°N,2.49381°E ca:Can Planes, damunt la riera de Carreres, Castellar de la Muntanya 390 msnm | arbre monumental | Roures de Can Planes | Modifica les dades a Wikidata |
|        | roures de la Torre   | la Vall de Bianya | arbre singular | Taxon: roure pènol (Quercus robur) Ample: 32.1m Alt: 30m Perímetre: 3.67m           | 42° 12′ 26″ N, 2° 26′ 18″ E / 42.20727°N,2.43833°E ca:Mas de la Torre, Sant Pere Despuig                                         | arbre monumental | Roures de la Torre   | Modifica les dades a Wikidata |

## casa
| imatge | Nom                           | Ubicat a          | instància de | Detalls                                                            | coordenades                                                                                      | Protecció                                  | Commons (més fotos)                      | Dades a WD                    |
| ------ | ----------------------------- | ----------------- | ------------ | ------------------------------------------------------------------ | ------------------------------------------------------------------------------------------------ | ------------------------------------------ | ---------------------------------------- | ----------------------------- |
|        | Cal Ferrer                    | la Vall de Bianya | casa         | Estil: arquitectura popular                                        | 42° 14′ 50″ N, 2° 24′ 03″ E / 42.247134°N,2.400801°E                                             | bé integrant del patrimoni cultural català |                                          | Modifica les dades a Wikidata |
|        | Can Pararols                  | la Vall de Bianya | casa         | Estil: noucentisme 20th century                                    | 42° 12′ 19″ N, 2° 29′ 50″ E / 42.205148°N,2.497204°E ca:La Canya 378 msnm                        | bé integrant del patrimoni cultural català | Can Pararols                             | Modifica les dades a Wikidata |
|        | casa al carrer de l'Esperança | la Vall de Bianya | casa         | Estil: arquitectura popular 20th century                           | 42° 12′ 24″ N, 2° 29′ 48″ E / 42.206758°N,2.496707°E ca:C. de l'Esperança, 10, la Canya 476 msnm | bé integrant del patrimoni cultural català | Casa al carrer de l'Esperança (la Canya) | Modifica les dades a Wikidata |
|        | la Coromina                   | la Vall de Bianya | casa         | Estil: arquitectura modernista arquitectura eclèctica 19th century | 42° 14′ 07″ N, 2° 25′ 53″ E / 42.235347°N,2.431326°E ca:Sant Martí del Clot 410 msnm             | bé integrant del patrimoni cultural català | Casa de la Coromina                      | Modifica les dades a Wikidata |
|        | la Rectoria                   | la Vall de Bianya | casa         | Estil: arquitectura popular                                        | 42° 13′ 58″ N, 2° 28′ 19″ E / 42.23281°N,2.47196°E                                               | bé integrant del patrimoni cultural català |                                          | Modifica les dades a Wikidata |
|        | la Riba                       | la Vall de Bianya | casa masia   | Arquitecte: Rafael Masó i Valentí Estil: noucentisme               | 42° 12′ 44″ N, 2° 27′ 08″ E / 42.212113888889°N,2.4522527777778°E 366 msnm                       | bé integrant del patrimoni cultural català | La Riba (la Vall de Bianya)              | Modifica les dades a Wikidata |

## casa forta
| imatge | Nom                                    | Ubicat a          | instància de | Detalls                     | coordenades                                                                       | Protecció                                            | Commons (més fotos)                    | Dades a WD                    |
| ------ | -------------------------------------- | ----------------- | ------------ | --------------------------- | --------------------------------------------------------------------------------- | ---------------------------------------------------- | -------------------------------------- | ----------------------------- |
|        | casa forta de Castellar de la Muntanya | la Vall de Bianya | casa forta   | Estil: arquitectura popular | 42° 14′ 22″ N, 2° 30′ 00″ E / 42.239494°N,2.499998°E                              | bé integrant del patrimoni cultural català           |                                        | Modifica les dades a Wikidata |
|        | la Torre                               | la Vall de Bianya | casa forta   |                             | 42° 15′ 53″ N, 2° 27′ 11″ E / 42.264722222222°N,2.4530555555556°E 613 msnm        | bé d'interès cultural bé cultural d'interès nacional | La Torre de la Vall del Bac            | Modifica les dades a Wikidata |
|        | la Torre                               | la Vall de Bianya | casa forta   | Estil: arquitectura popular | 42° 12′ 28″ N, 2° 28′ 10″ E / 42.207795°N,2.469545°E                              | bé integrant del patrimoni cultural català           |                                        | Modifica les dades a Wikidata |
|        | la Torre de Bianya                     | la Vall de Bianya | casa forta   | 15th century                | 42° 12′ 34″ N, 2° 26′ 17″ E / 42.209439°N,2.43812°E ca:Sant Pere Despuig 384 msnm | bé d'interès cultural bé cultural d'interès nacional | La Torre de Bianya (la Vall de Bianya) | Modifica les dades a Wikidata |

## curs d'aigua
| imatge | Nom               | Ubicat a                                                                         | instància de | Detalls                                                 | coordenades                                                                                               | Protecció | Commons (més fotos) | Dades a WD                    |
| ------ | ----------------- | -------------------------------------------------------------------------------- | ------------ | ------------------------------------------------------- | --- | --------- | ------------------- | ----------------------------- |
|        | Fluvià            | Comarques gironines província de Girona                                          | curs d'aigua | Desemboca: mar Mediterrània Llarg: 70km Conca: 973.8km² | 42° 05′ 36″ N, 2° 27′ 33″ E / 42.0934°N,2.4591°E 42° 12′ 07″ N, 3° 06′ 38″ E / 42.2019°N,3.1106°E 2 msnm  |           | Fluvià              | Modifica les dades a Wikidata |
|        | Llierca           | la Vall de Bianya Montagut i Oix Sales de Llierca Tortellà Sant Jaume de Llierca | curs d'aigua | Desemboca: Fluvià                                       | 42° 15′ 53″ N, 2° 22′ 36″ E / 42.264691°N,2.376651°E 42° 12′ 39″ N, 2° 36′ 43″ E / 42.210754°N,2.611838°E |           | Llierca River       | Modifica les dades a Wikidata |
|        | riera de Bianya   | la Vall de Bianya Sant Joan les Fonts                                            | curs d'aigua |                                                         | 42° 13′ 00″ N, 2° 31′ 00″ E / 42.21667°N,2.51667°E                                                        |           |                     | Modifica les dades a Wikidata |
|        | riera de Riudaura | Riudaura Olot la Vall de Bianya Sant Joan les Fonts                              | curs d'aigua | Desemboca: riera de Bianya Llarg: 15km                  | 42° 11′ 52″ N, 2° 20′ 54″ E / 42.197721°N,2.348464°E 42° 13′ 00″ N, 2° 29′ 10″ E / 42.216537°N,2.486089°E |           | Riera de Riudaura   | Modifica les dades a Wikidata |

## entitat singular de població
| imatge | Nom                       | Ubicat a          | instància de                                                 | Detalls     | coordenades                                                       | Protecció | Commons (més fotos)       | Dades a WD                    |
| ------ | ------------------------- | ----------------- | ------------------------------------------------------------ | ----------- | ----------------------------------------------------------------- | --------- | ------------------------- | ----------------------------- |
|        | Capsec                    | la Vall de Bianya | entitat singular de població ens local històric de Catalunya | 117 hab     | 42° 13′ 59″ N, 2° 28′ 19″ E / 42.233157°N,2.472031°E 560 msnm     |           | Capsec                    | Modifica les dades a Wikidata |
|        | Castellar de la Muntanya  | la Vall de Bianya | entitat singular de població ens local històric de Catalunya | 12 hab      | 42° 14′ 15″ N, 2° 30′ 04″ E / 42.23748889°N,2.50098056°E 650 msnm |           | Castellar de la Muntanya  | Modifica les dades a Wikidata |
|        | Llocalou                  | la Vall de Bianya | entitat singular de població                                 | 201 hab     | 42° 12′ 31″ N, 2° 29′ 05″ E / 42.20857778°N,2.48470833°E 457 msnm |           |                           | Modifica les dades a Wikidata |
|        | Sant Andreu de Socarrats  | la Vall de Bianya | entitat singular de població ens local històric de Catalunya | 1716 46 hab | 42° 12′ 29″ N, 2° 28′ 30″ E / 42.208127°N,2.475096°E 373 msnm     |           | Sant Andreu de Socarrats  | Modifica les dades a Wikidata |
|        | Sant Martí del Clot       | la Vall de Bianya | entitat singular de població ens local històric de Catalunya | 35 hab      | 42° 14′ 24″ N, 2° 26′ 04″ E / 42.2399°N,2.43458°E 509 msnm        |           | Sant Martí del Clot       | Modifica les dades a Wikidata |
|        | Sant Pere Despuig         | la Vall de Bianya | entitat singular de població ens local històric de Catalunya | 91 hab      | 42° 12′ 49″ N, 2° 25′ 34″ E / 42.213698°N,2.426214°E 380 msnm     |           | Sant Pere Despuig         | Modifica les dades a Wikidata |
|        | Sant Salvador de Bianya   | la Vall de Bianya | entitat singular de població ens local històric de Catalunya | 92 hab      | 42° 14′ 48″ N, 2° 24′ 05″ E / 42.24669167°N,2.40143611°E 574 msnm |           | Sant Salvador de Bianya   | Modifica les dades a Wikidata |
|        | Santa Margarida de Bianya | la Vall de Bianya | entitat singular de població ens local històric de Catalunya | 68 hab      | 42° 12′ 27″ N, 2° 26′ 41″ E / 42.207592°N,2.444634°E 410 msnm     |           | Santa Margarida de Bianya | Modifica les dades a Wikidata |
|        | l'Hostalnou de Bianya     | la Vall de Bianya | entitat singular de població capital municipal               | 118 hab     | 42° 12′ 40″ N, 2° 27′ 13″ E / 42.21100278°N,2.453625°E 367 msnm   |           | L'Hostalnou de Bianya     | Modifica les dades a Wikidata |
|        | la Canya (Vall de Bianya) | la Vall de Bianya | entitat singular de població                                 | 531 hab     | 42° 12′ 19″ N, 2° 29′ 48″ E / 42.20531967°N,2.49675894°E 378 msnm |           |                           | Modifica les dades a Wikidata |
|        | la Vall del Bac           | la Vall de Bianya | entitat singular de població ens local històric de Catalunya | 36 hab      | 42° 15′ 52″ N, 2° 26′ 53″ E / 42.26442778°N,2.44815°E 700 msnm    |           | La Vall del Bac           | Modifica les dades a Wikidata |

## església
| imatge | Nom                                                          | Ubicat a          | instància de     | Detalls                                                         | coordenades | Protecció                                  | Commons (més fotos)                     | Dades a WD                    |
| ------ | ------------------------------------------------------------ | ----------------- | ---------------- | --------------------------------------------------------------- | --- | ------------------------------------------ | --------------------------------------- | ----------------------------- |
|        | Capelleta-oratori del Cementiri de Santa Margarida de Bianya | la Vall de Bianya | església capella | Estil: arquitectura popular                                     | 42° 12′ 26″ N, 2° 26′ 41″ E / 42.207232°N,2.44471°E                                                                             | bé integrant del patrimoni cultural català |                                         | Modifica les dades a Wikidata |
|        | Sant Feliu del Bac                                           | la Vall de Bianya | església capella | Estil: arquitectura romànica 12nd century                       | 42° 15′ 39″ N, 2° 24′ 54″ E / 42.260845°N,2.414869°E ca:La Vall de Bac 753 msnm                                                 | bé integrant del patrimoni cultural català | Sant Feliu del Bac                      | Modifica les dades a Wikidata |
|        | Sant Josep Obrer de la Canya                                 | la Vall de Bianya | església         | 20th century                                                    | 42° 12′ 21″ N, 2° 29′ 35″ E / 42.205947°N,2.493091°E 375 msnm                                                                   | bé integrant del patrimoni cultural català | Sant Josep Obrer de la Canya            | Modifica les dades a Wikidata |
|        | Sant Martí de Capsec                                         | la Vall de Bianya | església         | Estil: arquitectura romànica                                    | 42° 13′ 59″ N, 2° 28′ 19″ E / 42.233038°N,2.471964°E 445 msnm                                                                   | bé integrant del patrimoni cultural català | Sant Martí de Capsec                    | Modifica les dades a Wikidata |
|        | Sant Martí de Solamal                                        | la Vall de Bianya | església         | Estil: arquitectura romànica 12nd century                       | 42° 13′ 14″ N, 2° 25′ 34″ E / 42.220686°N,2.426041°E ca:Sant Martí del Clot 396 msnm                                            | bé integrant del patrimoni cultural català | Sant Martí de Solamal                   | Modifica les dades a Wikidata |
|        | Sant Miquel de la Torre                                      | la Vall de Bianya | església         | Estil: arquitectura romànica                                    | 42° 15′ 53″ N, 2° 27′ 13″ E / 42.264739°N,2.453542°E                                                                            | bé integrant del patrimoni cultural català | Sant Miquel de la Torre                 | Modifica les dades a Wikidata |
|        | Sant Miquel del Mont                                         | la Vall de Bianya | església         | Estil: arquitectura romànica Anomenat per: Sant Miquel Arcàngel | 42° 11′ 52″ N, 2° 26′ 48″ E / 42.19789444°N,2.44663333°E Serra de Sant Miquel del Mont 792 msnm                                 | bé integrant del patrimoni cultural català | Sant Miquel del Mont                    | Modifica les dades a Wikidata |
|        | Sant Ponç d'Aulina                                           | la Vall de Bianya | església         | Estil: arquitectura romànica                                    | 42° 14′ 12″ N, 2° 21′ 26″ E / 42.2366°N,2.357173°E 828 msnm                                                                     | bé integrant del patrimoni cultural català | Sant Ponç d'Aulina                      | Modifica les dades a Wikidata |
|        | Santa Magdalena del Coll                                     | la Vall de Bianya | església         | Estil: arquitectura romànica 12nd century                       | 42° 15′ 33″ N, 2° 25′ 16″ E / 42.259165°N,2.421007°E 782 msnm                                                                   | bé integrant del patrimoni cultural català | Santa Magdalena del Coll                | Modifica les dades a Wikidata |
|        | Santa Maria de Castellar de la Muntanya                      | la Vall de Bianya | església         | Estil: arquitectura romànica                                    | 42° 14′ 17″ N, 2° 30′ 00″ E / 42.237995°N,2.499938°E                                                                            | bé integrant del patrimoni cultural català | Santa Maria de Castellar de la Muntanya | Modifica les dades a Wikidata |
|        | Santa Maria de Llongarriu                                    | la Vall de Bianya | església         | Estil: arquitectura romànica                                    | 42° 15′ 30″ N, 2° 27′ 03″ E / 42.258292°N,2.450943°E la Vall del Bac                                                            | bé integrant del patrimoni cultural català |                                         | Modifica les dades a Wikidata |
|        | capella de la Pairalia de la Riba de Bianya                  | la Vall de Bianya | església capella | Estil: historicisme arquitectònic                               | 42° 12′ 44″ N, 2° 27′ 08″ E / 42.212248°N,2.452092°E                                                                            | bé integrant del patrimoni cultural català |                                         | Modifica les dades a Wikidata |
|        | església de Sant Andreu de Porreres                          | la Vall de Bianya | església         | Estil: arquitectura romànica 12nd century                       | 42° 16′ 24″ N, 2° 26′ 04″ E / 42.27330833°N,2.43440556°E ca:La Vall de Bac 845 msnm                                             | bé integrant del patrimoni cultural català | Església de Sant Andreu de Porreres     | Modifica les dades a Wikidata |
|        | església de Sant Andreu de Socarrats                         | la Vall de Bianya | església         | Estil: arquitectura romànica                                    | 42° 12′ 29″ N, 2° 28′ 30″ E / 42.2081°N,2.4751°E 367 msnm                                                                       | bé integrant del patrimoni cultural català | Església de Sant Andreu de Socarrats    | Modifica les dades a Wikidata |
|        | església de Sant Martí del Clot                              | la Vall de Bianya | església         | Estil: arquitectura romànica                                    | 42° 14′ 24″ N, 2° 26′ 04″ E / 42.239944444444°N,2.4345805555556°E 475 msnm                                                      | bé integrant del patrimoni cultural català | Església de Sant Martí del Clot         | Modifica les dades a Wikidata |
|        | església de Sant Pere Despuig                                | la Vall de Bianya | església         | Estil: arquitectura romànica                                    | 42° 12′ 49″ N, 2° 25′ 34″ E / 42.213698°N,2.426214°E 42° 12′ 49″ N, 2° 25′ 34″ E / 42.213697222222°N,2.4262138888889°E 439 msnm | bé integrant del patrimoni cultural català | Església de Sant Pere Despuig           | Modifica les dades a Wikidata |
|        | església de Sant Salvador de Bianya                          | la Vall de Bianya | església         | Estil: arquitectura romànica 12nd century                       | 42° 14′ 50″ N, 2° 24′ 04″ E / 42.247109°N,2.40108°E ca:Sant Salvador de Bianya 576 msnm                                         | bé integrant del patrimoni cultural català | Església de Sant Salvador de Bianya     | Modifica les dades a Wikidata |
|        | església de Santa Margarida                                  | la Vall de Bianya | església         | Estil: arquitectura romànica                                    | 42° 12′ 27″ N, 2° 26′ 41″ E / 42.2075°N,2.44467°E                                                                               | bé integrant del patrimoni cultural català | Església de Santa Margarida de Bianya   | Modifica les dades a Wikidata |

## font
| imatge | Nom                   | Ubicat a          | instància de | Detalls | coordenades                                                                | Protecció | Commons (més fotos)         | Dades a WD                    |
| ------ | --------------------- | ----------------- | ------------ | ------- | -------------------------------------------------------------------------- | --------- | --------------------------- | ----------------------------- |
|        | font de Can Toron     | la Vall de Bianya | font         |         | 42° 15′ 00″ N, 2° 23′ 47″ E / 42.2498902488563°N,2.39639932955125°E        |           |                             | Modifica les dades a Wikidata |
|        | font del mas Sovelles | la Vall de Bianya | font         |         | 42° 12′ 30″ N, 2° 28′ 29″ E / 42.208391666667°N,2.4748527777778°E 362 msnm |           | Antiga font del Mas Sobeies | Modifica les dades a Wikidata |

## masia
| imatge | Nom                         | Ubicat a          | instància de | Detalls                                  | coordenades                                                                                         | Protecció                                  | Commons (més fotos)                            | Dades a WD                    |
| ------ | --------------------------- | ----------------- | ------------ | ---------------------------------------- | --------------------------------------------------------------------------------------------------- | ------------------------------------------ | ---------------------------------------------- | ----------------------------- |
|        | Bacverder                   | la Vall de Bianya | masia        |                                          | 42° 14′ 01″ N, 2° 23′ 02″ E / 42.233727550942°N,2.38386229776077°E                                  |                                            |                                                | Modifica les dades a Wikidata |
|        | Bilbé                       | la Vall de Bianya | masia        |                                          | 42° 12′ 22″ N, 2° 27′ 48″ E / 42.206093184422°N,2.4634418944223°E                                   |                                            |                                                | Modifica les dades a Wikidata |
|        | Boix                        | la Vall de Bianya | masia        |                                          | 42° 13′ 21″ N, 2° 27′ 52″ E / 42.2224424641469°N,2.46454979351112°E                                 |                                            |                                                | Modifica les dades a Wikidata |
|        | Ca l'Enric                  | la Vall de Bianya | masia        |                                          | 42° 13′ 18″ N, 2° 26′ 27″ E / 42.2217082134817°N,2.44090396119636°E                                 |                                            |                                                | Modifica les dades a Wikidata |
|        | Ca l'Ocell                  | la Vall de Bianya | masia        |                                          | 42° 11′ 56″ N, 2° 30′ 03″ E / 42.1987850068024°N,2.50096578467719°E                                 |                                            |                                                | Modifica les dades a Wikidata |
|        | Ca la Gracieta              | la Vall de Bianya | masia        |                                          | 42° 13′ 04″ N, 2° 26′ 32″ E / 42.2177603486548°N,2.44211404596916°E                                 |                                            |                                                | Modifica les dades a Wikidata |
|        | Ca la Nina                  | la Vall de Bianya | masia        |                                          | 42° 13′ 16″ N, 2° 28′ 28″ E / 42.2211818306964°N,2.47433864164227°E                                 |                                            |                                                | Modifica les dades a Wikidata |
|        | Ca la Senyora               | la Vall de Bianya | masia        |                                          | 42° 14′ 20″ N, 2° 21′ 41″ E / 42.2389806789159°N,2.36126779213381°E                                 |                                            |                                                | Modifica les dades a Wikidata |
|        | Cal Bonica                  | la Vall de Bianya | masia        |                                          | 42° 13′ 21″ N, 2° 26′ 45″ E / 42.2225061239872°N,2.44571947657514°E                                 |                                            |                                                | Modifica les dades a Wikidata |
|        | Cal Ca                      | la Vall de Bianya | masia        |                                          | 42° 14′ 03″ N, 2° 25′ 15″ E / 42.2340636858907°N,2.42071343840164°E                                 |                                            |                                                | Modifica les dades a Wikidata |
|        | Cal Capità                  | la Vall de Bianya | masia        |                                          | 42° 13′ 07″ N, 2° 28′ 48″ E / 42.2187403207587°N,2.48008988259369°E                                 |                                            |                                                | Modifica les dades a Wikidata |
|        | Cal Cisteller               | la Vall de Bianya | masia        |                                          | 42° 12′ 31″ N, 2° 26′ 53″ E / 42.2085392959703°N,2.44798582903704°E                                 |                                            |                                                | Modifica les dades a Wikidata |
|        | Cal Maians                  | la Vall de Bianya | masia        |                                          | 42° 13′ 04″ N, 2° 28′ 25″ E / 42.2176926972044°N,2.47353157238899°E                                 |                                            |                                                | Modifica les dades a Wikidata |
|        | Cal Marquès                 | la Vall de Bianya | masia        |                                          | 42° 13′ 13″ N, 2° 25′ 41″ E / 42.2201951298208°N,2.42811013883572°E                                 |                                            |                                                | Modifica les dades a Wikidata |
|        | Cal Nazari                  | la Vall de Bianya | masia        |                                          | 42° 13′ 48″ N, 2° 25′ 51″ E / 42.2300525835686°N,2.43084475398555°E                                 |                                            |                                                | Modifica les dades a Wikidata |
|        | Cal Patró                   | la Vall de Bianya | masia        |                                          | 42° 13′ 00″ N, 2° 25′ 55″ E / 42.216748510768°N,2.431850729861°E                                    |                                            |                                                | Modifica les dades a Wikidata |
|        | Cal Peó                     | la Vall de Bianya | masia        |                                          | 42° 13′ 15″ N, 2° 26′ 23″ E / 42.2207662216173°N,2.43980965753625°E                                 |                                            |                                                | Modifica les dades a Wikidata |
|        | Cal Reliquer                | la Vall de Bianya | masia        |                                          | 42° 14′ 01″ N, 2° 28′ 19″ E / 42.2335728647156°N,2.47203015384032°E                                 |                                            |                                                | Modifica les dades a Wikidata |
|        | Cal Xai                     | la Vall de Bianya | masia        |                                          | 42° 12′ 13″ N, 2° 28′ 46″ E / 42.2035803181728°N,2.4795600742146°E                                  |                                            |                                                | Modifica les dades a Wikidata |
|        | Can Barracó                 | la Vall de Bianya | masia        |                                          | 42° 16′ 03″ N, 2° 24′ 24″ E / 42.2676209475407°N,2.40663160612272°E                                 |                                            |                                                | Modifica les dades a Wikidata |
|        | Can Bellvespre              | la Vall de Bianya | masia        | Estil: arquitectura popular 18th century | 42° 12′ 39″ N, 2° 28′ 37″ E / 42.210743°N,2.476953°E 352 msnm                                       | bé integrant del patrimoni cultural català |                                                | Modifica les dades a Wikidata |
|        | Can Bertranet               | la Vall de Bianya | masia        |                                          | 42° 14′ 18″ N, 2° 25′ 23″ E / 42.2383989473276°N,2.42314626939568°E                                 |                                            |                                                | Modifica les dades a Wikidata |
|        | Can Biel                    | la Vall de Bianya | masia        |                                          | 42° 15′ 48″ N, 2° 28′ 00″ E / 42.2634033828631°N,2.46659191709564°E                                 |                                            |                                                | Modifica les dades a Wikidata |
|        | Can Bora                    | la Vall de Bianya | masia        |                                          | 42° 13′ 05″ N, 2° 23′ 36″ E / 42.2179987399346°N,2.39327192683446°E                                 |                                            |                                                | Modifica les dades a Wikidata |
|        | Can Bosc                    | la Vall de Bianya | masia        |                                          | 42° 13′ 58″ N, 2° 21′ 08″ E / 42.23285°N,2.35225111°E 800 msnm                                      |                                            |                                                | Modifica les dades a Wikidata |
|        | Can Bossoga                 | la Vall de Bianya | masia        |                                          | 42° 12′ 56″ N, 2° 27′ 50″ E / 42.215675°N,2.46395°E 347 msnm                                        |                                            |                                                | Modifica les dades a Wikidata |
|        | Can Bruno                   | la Vall de Bianya | masia        |                                          | 42° 13′ 27″ N, 2° 25′ 21″ E / 42.2241031947824°N,2.42258574406903°E                                 |                                            |                                                | Modifica les dades a Wikidata |
|        | Can Brunyol                 | la Vall de Bianya | masia        |                                          | 42° 13′ 16″ N, 2° 28′ 10″ E / 42.2211779223191°N,2.46957680143061°E                                 |                                            |                                                | Modifica les dades a Wikidata |
|        | Can Cabanyes                | la Vall de Bianya | masia        |                                          | 42° 13′ 05″ N, 2° 24′ 25″ E / 42.218025872488°N,2.40707191275656°E                                  |                                            |                                                | Modifica les dades a Wikidata |
|        | Can Cabeça                  | la Vall de Bianya | masia        |                                          | 42° 12′ 36″ N, 2° 28′ 13″ E / 42.2101129784136°N,2.47039626377206°E                                 |                                            |                                                | Modifica les dades a Wikidata |
|        | Can Capsec                  | la Vall de Bianya | masia        |                                          | 42° 12′ 33″ N, 2° 25′ 17″ E / 42.2092546268365°N,2.42135206686152°E                                 |                                            |                                                | Modifica les dades a Wikidata |
|        | Can Clapera                 | la Vall de Bianya | masia        |                                          | 42° 13′ 04″ N, 2° 26′ 35″ E / 42.2178009056909°N,2.44304662658198°E                                 |                                            |                                                | Modifica les dades a Wikidata |
|        | Can Climent                 | la Vall de Bianya | masia        |                                          | 42° 14′ 18″ N, 2° 24′ 55″ E / 42.2382324201021°N,2.41516072192978°E                                 |                                            |                                                | Modifica les dades a Wikidata |
|        | Can Conill                  | la Vall de Bianya | masia        |                                          | 42° 13′ 09″ N, 2° 28′ 21″ E / 42.2192463281117°N,2.47256147470574°E                                 |                                            |                                                | Modifica les dades a Wikidata |
|        | Can Ferran                  | la Vall de Bianya | masia        |                                          | 42° 16′ 02″ N, 2° 26′ 54″ E / 42.2671806263317°N,2.44832327989311°E                                 |                                            |                                                | Modifica les dades a Wikidata |
|        | Can Grèvol                  | la Vall de Bianya | masia        |                                          | 42° 13′ 14″ N, 2° 26′ 31″ E / 42.2204794216145°N,2.44194471155331°E                                 |                                            |                                                | Modifica les dades a Wikidata |
|        | Can Güell                   | la Vall de Bianya | masia        |                                          | 42° 13′ 04″ N, 2° 23′ 59″ E / 42.2179059358838°N,2.39959741059805°E                                 |                                            |                                                | Modifica les dades a Wikidata |
|        | Can Jordà                   | la Vall de Bianya | masia        |                                          | 42° 13′ 01″ N, 2° 26′ 43″ E / 42.216813746172°N,2.4451774906929°E                                   |                                            |                                                | Modifica les dades a Wikidata |
|        | Can Mill                    | la Vall de Bianya | masia        |                                          | 42° 15′ 42″ N, 2° 24′ 12″ E / 42.2616681569916°N,2.40321982998132°E                                 |                                            |                                                | Modifica les dades a Wikidata |
|        | Can Misses                  | la Vall de Bianya | masia        |                                          | 42° 13′ 27″ N, 2° 25′ 26″ E / 42.2241453721903°N,2.42380920520395°E                                 |                                            |                                                | Modifica les dades a Wikidata |
|        | Can Nicos                   | la Vall de Bianya | masia        |                                          | 42° 13′ 48″ N, 2° 30′ 37″ E / 42.2301219293438°N,2.51025623194661°E                                 |                                            |                                                | Modifica les dades a Wikidata |
|        | Can Nyera                   | la Vall de Bianya | masia        |                                          | 42° 14′ 17″ N, 2° 26′ 27″ E / 42.2381351672958°N,2.44080745374531°E                                 |                                            |                                                | Modifica les dades a Wikidata |
|        | Can Pablanc                 | la Vall de Bianya | masia        |                                          | 42° 13′ 20″ N, 2° 28′ 59″ E / 42.2222215199433°N,2.48313902204118°E                                 |                                            |                                                | Modifica les dades a Wikidata |
|        | Can Palaire                 | la Vall de Bianya | masia        |                                          | 42° 12′ 52″ N, 2° 26′ 44″ E / 42.2144178878444°N,2.44559636087179°E                                 |                                            |                                                | Modifica les dades a Wikidata |
|        | Can Paluzie                 | la Vall de Bianya | masia        |                                          | 42° 14′ 24″ N, 2° 31′ 24″ E / 42.2400752441109°N,2.52341468937828°E                                 |                                            |                                                | Modifica les dades a Wikidata |
|        | Can Paxinç                  | la Vall de Bianya | masia        |                                          | 42° 12′ 04″ N, 2° 29′ 19″ E / 42.2012255817085°N,2.48866408399708°E                                 |                                            |                                                | Modifica les dades a Wikidata |
|        | Can Pere Sastre             | la Vall de Bianya | masia        |                                          | 42° 14′ 16″ N, 2° 25′ 05″ E / 42.2378784057353°N,2.418157608122°E                                   |                                            |                                                | Modifica les dades a Wikidata |
|        | Can Petit                   | la Vall de Bianya | masia        |                                          | 42° 14′ 28″ N, 2° 22′ 09″ E / 42.2410599088635°N,2.36918575220443°E                                 |                                            |                                                | Modifica les dades a Wikidata |
|        | Can Planes                  | la Vall de Bianya | masia        |                                          | 42° 14′ 56″ N, 2° 29′ 38″ E / 42.2488°N,2.49401°E 388 msnm                                          |                                            | Can Planes (la Vall de Bianya)                 | Modifica les dades a Wikidata |
|        | Can Polleda                 | la Vall de Bianya | masia        |                                          | 42° 13′ 50″ N, 2° 26′ 43″ E / 42.2304568591162°N,2.44534695712174°E                                 |                                            |                                                | Modifica les dades a Wikidata |
|        | Can Preses                  | la Vall de Bianya | masia        | Estil: arquitectura popular              | 42° 12′ 52″ N, 2° 29′ 06″ E / 42.214544°N,2.485008°E                                                | bé integrant del patrimoni cultural català |                                                | Modifica les dades a Wikidata |
|        | Can Quelet                  | la Vall de Bianya | masia        |                                          | 42° 12′ 35″ N, 2° 27′ 55″ E / 42.2096835993125°N,2.46520271885353°E                                 |                                            |                                                | Modifica les dades a Wikidata |
|        | Can Quita                   | la Vall de Bianya | masia        | Estil: arquitectura popular              | 42° 12′ 41″ N, 2° 27′ 31″ E / 42.211315°N,2.458564°E 354 msnm                                       | bé integrant del patrimoni cultural català | Can Quita (la Vall de Bianya)                  | Modifica les dades a Wikidata |
|        | Can Salvador                | la Vall de Bianya | masia        |                                          | 42° 13′ 48″ N, 2° 31′ 15″ E / 42.2300948158851°N,2.52089642980802°E                                 |                                            |                                                | Modifica les dades a Wikidata |
|        | Can Sargantana              | la Vall de Bianya | masia        |                                          | 42° 14′ 53″ N, 2° 23′ 24″ E / 42.2479987817242°N,2.38991769364777°E                                 |                                            |                                                | Modifica les dades a Wikidata |
|        | Can Serradavall             | la Vall de Bianya | masia        |                                          | 42° 13′ 39″ N, 2° 29′ 10″ E / 42.22754167°N,2.48614167°E 545 msnm                                   |                                            |                                                | Modifica les dades a Wikidata |
|        | Can Teixidor                | la Vall de Bianya | masia        |                                          | 42° 13′ 01″ N, 2° 24′ 55″ E / 42.21702361°N,2.41515833°E 468 msnm                                   |                                            |                                                | Modifica les dades a Wikidata |
|        | Can Turon                   | la Vall de Bianya | masia        |                                          | 42° 14′ 59″ N, 2° 23′ 54″ E / 42.2496819526886°N,2.39825364384573°E                                 |                                            |                                                | Modifica les dades a Wikidata |
|        | Can Tòfol                   | la Vall de Bianya | masia        |                                          | 42° 14′ 38″ N, 2° 23′ 02″ E / 42.24382425587°N,2.38399436378685°E                                   |                                            |                                                | Modifica les dades a Wikidata |
|        | Can Vailet                  | la Vall de Bianya | masia        |                                          | 42° 14′ 25″ N, 2° 28′ 03″ E / 42.2401990018269°N,2.46759946628576°E                                 |                                            |                                                | Modifica les dades a Wikidata |
|        | Can Vilanova                | la Vall de Bianya | masia        |                                          | 42° 13′ 14″ N, 2° 28′ 15″ E / 42.2204997942637°N,2.47095165231459°E                                 |                                            |                                                | Modifica les dades a Wikidata |
|        | Can Xai                     | la Vall de Bianya | masia        |                                          | 42° 11′ 59″ N, 2° 30′ 07″ E / 42.1997794059813°N,2.50181795770211°E                                 |                                            |                                                | Modifica les dades a Wikidata |
|        | Can Xato                    | la Vall de Bianya | masia        |                                          | 42° 13′ 41″ N, 2° 24′ 03″ E / 42.2279807178644°N,2.40070162990199°E                                 |                                            |                                                | Modifica les dades a Wikidata |
|        | Can Xec                     | la Vall de Bianya | masia        |                                          | 42° 12′ 16″ N, 2° 26′ 03″ E / 42.2045276624907°N,2.43425977689591°E                                 |                                            |                                                | Modifica les dades a Wikidata |
|        | Can Xisco                   | la Vall de Bianya | masia        |                                          | 42° 12′ 49″ N, 2° 28′ 41″ E / 42.2135429314282°N,2.47793964926005°E                                 |                                            |                                                | Modifica les dades a Wikidata |
|        | Canelles de Baix            | la Vall de Bianya | masia        | Estil: arquitectura popular              | 42° 14′ 32″ N, 2° 25′ 00″ E / 42.242108333333°N,2.4166611111111°E 486 msnm                          | bé integrant del patrimoni cultural català | Canelles de Baix (la Vall de Bianya)           | Modifica les dades a Wikidata |
|        | Canova d'en Xandri          | la Vall de Bianya | masia        |                                          | 42° 12′ 28″ N, 2° 28′ 23″ E / 42.2076849158656°N,2.47314222839122°E                                 |                                            |                                                | Modifica les dades a Wikidata |
|        | Canyelles de Dalt           | la Vall de Bianya | masia        |                                          | 42° 15′ 04″ N, 2° 24′ 58″ E / 42.2511520050058°N,2.41607178990282°E                                 |                                            |                                                | Modifica les dades a Wikidata |
|        | Caponçà                     | la Vall de Bianya | masia        |                                          | 42° 14′ 37″ N, 2° 29′ 12″ E / 42.2436449575249°N,2.48660050172761°E                                 |                                            |                                                | Modifica les dades a Wikidata |
|        | Casa de la Canova           | Capsec            | masia        | Estil: arquitectura popular 19th century | 42° 13′ 55″ N, 2° 28′ 00″ E / 42.231901°N,2.466695°E 429 msnm                                       | bé integrant del patrimoni cultural català |                                                | Modifica les dades a Wikidata |
|        | Casa del Diumal             | la Vall de Bianya | masia        | Estil: arquitectura popular              | 42° 15′ 42″ N, 2° 23′ 19″ E / 42.261541°N,2.388552°E 833 msnm                                       | bé integrant del patrimoni cultural català |                                                | Modifica les dades a Wikidata |
|        | Casal de Colldecarrera      | la Vall de Bianya | masia        | Estil: arquitectura popular              | 42° 15′ 09″ N, 2° 28′ 03″ E / 42.252628°N,2.467479°E 576 msnm                                       | bé integrant del patrimoni cultural català | Colldecarrera                                  | Modifica les dades a Wikidata |
|        | Casal de Socarrats          | la Vall de Bianya | masia        | Estil: arquitectura popular              | 42° 12′ 29″ N, 2° 28′ 28″ E / 42.208152777778°N,2.4745555555556°E 367 msnm                          | bé integrant del patrimoni cultural català | Casal de Socarrats (la Vall de Bianya)         | Modifica les dades a Wikidata |
|        | Casal dels Llongarriu       | la Vall de Bianya | masia        | Estil: arquitectura popular              | 42° 15′ 28″ N, 2° 27′ 02″ E / 42.257745°N,2.450632°E                                                | bé integrant del patrimoni cultural català |                                                | Modifica les dades a Wikidata |
|        | Caules                      | la Vall de Bianya | masia        |                                          | 42° 13′ 19″ N, 2° 27′ 58″ E / 42.2219720409417°N,2.46603202705646°E                                 |                                            |                                                | Modifica les dades a Wikidata |
|        | Comarrol                    | la Vall de Bianya | masia        |                                          | 42° 14′ 41″ N, 2° 25′ 29″ E / 42.2448547929623°N,2.42461473624869°E                                 |                                            |                                                | Modifica les dades a Wikidata |
|        | Costa-roja                  | la Vall de Bianya | masia        |                                          | 42° 14′ 32″ N, 2° 25′ 20″ E / 42.2423120305735°N,2.42222580990192°E                                 |                                            |                                                | Modifica les dades a Wikidata |
|        | Cotrà                       | la Vall de Bianya | masia        |                                          | 42° 13′ 04″ N, 2° 24′ 10″ E / 42.2177155619678°N,2.40280996666159°E                                 |                                            |                                                | Modifica les dades a Wikidata |
|        | Fangassos                   | la Vall de Bianya | masia        |                                          | 42° 14′ 08″ N, 2° 25′ 20″ E / 42.2356198423242°N,2.42211718540266°E                                 |                                            |                                                | Modifica les dades a Wikidata |
|        | Fontanills                  | la Vall de Bianya | masia        |                                          | 42° 13′ 36″ N, 2° 23′ 05″ E / 42.2267336348332°N,2.38459679118651°E                                 |                                            |                                                | Modifica les dades a Wikidata |
|        | Fuia                        | la Vall de Bianya | masia        |                                          | 42° 13′ 07″ N, 2° 28′ 24″ E / 42.2185388665742°N,2.4734397300565°E                                  |                                            |                                                | Modifica les dades a Wikidata |
|        | Gasc                        | la Vall de Bianya | masia        |                                          | 42° 12′ 37″ N, 2° 26′ 50″ E / 42.2104092603843°N,2.44729112603998°E                                 |                                            |                                                | Modifica les dades a Wikidata |
|        | Gimferrers                  | la Vall de Bianya | masia        |                                          | 42° 12′ 38″ N, 2° 22′ 24″ E / 42.2105791531532°N,2.37346275121781°E                                 |                                            |                                                | Modifica les dades a Wikidata |
|        | Gran Masia del Farró        | la Vall de Bianya | masia        | Estil: arquitectura popular              | 42° 13′ 59″ N, 2° 24′ 50″ E / 42.232986111111°N,2.4140222222222°E 440 msnm                          | bé integrant del patrimoni cultural català | Gran Masia del Farró (la Vall de Bianya)       | Modifica les dades a Wikidata |
|        | Hostal de la Vall del Bac   | la Vall de Bianya | masia        |                                          | 42° 15′ 42″ N, 2° 27′ 35″ E / 42.2617318535832°N,2.45967080125569°E                                 |                                            |                                                | Modifica les dades a Wikidata |
|        | Jovell                      | la Vall de Bianya | masia        |                                          | 42° 13′ 40″ N, 2° 28′ 41″ E / 42.2277738693523°N,2.47816170909803°E                                 |                                            |                                                | Modifica les dades a Wikidata |
|        | Llistosella                 | la Vall de Bianya | masia        |                                          | 42° 13′ 33″ N, 2° 27′ 41″ E / 42.2258051612225°N,2.46141927029214°E                                 |                                            |                                                | Modifica les dades a Wikidata |
|        | Llonganya                   | la Vall de Bianya | masia        |                                          | 42° 16′ 48″ N, 2° 27′ 31″ E / 42.280000755447°N,2.45867791131628°E                                  |                                            |                                                | Modifica les dades a Wikidata |
|        | Madavall                    | la Vall de Bianya | masia        |                                          | 42° 14′ 13″ N, 2° 27′ 09″ E / 42.2368138628073°N,2.45255099878957°E                                 |                                            |                                                | Modifica les dades a Wikidata |
|        | Maibosc                     | la Vall de Bianya | masia        |                                          | 42° 15′ 29″ N, 2° 23′ 35″ E / 42.2580210327424°N,2.3929975192908°E                                  |                                            |                                                | Modifica les dades a Wikidata |
|        | Manigosta                   | la Vall de Bianya | masia        |                                          | 42° 14′ 38″ N, 2° 24′ 21″ E / 42.24391221091°N,2.4057871703608°E                                    |                                            |                                                | Modifica les dades a Wikidata |
|        | Mas Abat                    | la Vall de Bianya | masia        |                                          | 42° 15′ 40″ N, 2° 22′ 59″ E / 42.261093044685°N,2.38303821394913°E                                  |                                            |                                                | Modifica les dades a Wikidata |
|        | Mas Cabrafiga               | la Vall de Bianya | masia        | Estil: arquitectura popular              | 42° 13′ 01″ N, 2° 24′ 39″ E / 42.217056°N,2.410899°E 487 msnm                                       | bé integrant del patrimoni cultural català |                                                | Modifica les dades a Wikidata |
|        | Mas Casot                   | la Vall de Bianya | masia        |                                          | 42° 12′ 56″ N, 2° 27′ 20″ E / 42.2154383412247°N,2.45557070869425°E                                 |                                            |                                                | Modifica les dades a Wikidata |
|        | Mas Clot                    | la Vall de Bianya | masia        |                                          | 42° 12′ 03″ N, 2° 29′ 20″ E / 42.2009201877133°N,2.48884823920403°E 410 msnm                        |                                            |                                                | Modifica les dades a Wikidata |
|        | Mas Grevolosa               | la Vall de Bianya | masia        |                                          | 42° 13′ 08″ N, 2° 26′ 54″ E / 42.2188442746362°N,2.44835650155993°E 416 msnm                        |                                            |                                                | Modifica les dades a Wikidata |
|        | Mas Taller                  | la Vall de Bianya | masia        |                                          | 42° 13′ 48″ N, 2° 30′ 39″ E / 42.2300249321879°N,2.5107417187021°E                                  |                                            |                                                | Modifica les dades a Wikidata |
|        | Mas de l'Om                 | la Vall de Bianya | masia        | Estil: arquitectura popular              | 42° 15′ 53″ N, 2° 23′ 21″ E / 42.264808°N,2.389072°E 756 msnm                                       | bé integrant del patrimoni cultural català |                                                | Modifica les dades a Wikidata |
|        | Masia de l'Esparc           | la Vall de Bianya | masia        | Estil: arquitectura popular              | 42° 11′ 58″ N, 2° 29′ 11″ E / 42.19938°N,2.48642°E 441 msnm                                         | bé integrant del patrimoni cultural català |                                                | Modifica les dades a Wikidata |
|        | Masia de la Boada           | la Vall de Bianya | masia        | Estil: arquitectura popular              | 42° 13′ 13″ N, 2° 25′ 24″ E / 42.220375°N,2.4232805555556°E 410 msnm                                | bé integrant del patrimoni cultural català | Masia de la Boada (la Vall de Bianya)          | Modifica les dades a Wikidata |
|        | Morrals                     | la Vall de Bianya | masia        |                                          | 42° 16′ 20″ N, 2° 26′ 41″ E / 42.2720896067321°N,2.44471529022508°E                                 |                                            |                                                | Modifica les dades a Wikidata |
|        | Morrals                     | la Vall de Bianya | masia        |                                          | 42° 13′ 05″ N, 2° 28′ 12″ E / 42.2181543359248°N,2.47012310071394°E                                 |                                            |                                                | Modifica les dades a Wikidata |
|        | Muntaià                     | la Vall de Bianya | masia        |                                          | 42° 14′ 34″ N, 2° 23′ 04″ E / 42.2428083617247°N,2.38433150909814°E                                 |                                            |                                                | Modifica les dades a Wikidata |
|        | Nicot                       | la Vall de Bianya | masia        |                                          | 42° 13′ 16″ N, 2° 28′ 19″ E / 42.2211803195074°N,2.47204859316215°E                                 |                                            |                                                | Modifica les dades a Wikidata |
|        | Passa-serres                | la Vall de Bianya | masia        |                                          | 42° 14′ 38″ N, 2° 28′ 21″ E / 42.243761224341°N,2.47252702431026°E                                  |                                            |                                                | Modifica les dades a Wikidata |
|        | Pladebeia                   | la Vall de Bianya | masia        |                                          | 42° 13′ 26″ N, 2° 26′ 11″ E / 42.2238383823363°N,2.43634120689764°E                                 |                                            |                                                | Modifica les dades a Wikidata |
|        | Planagem                    | la Vall de Bianya | masia        |                                          | 42° 12′ 47″ N, 2° 24′ 55″ E / 42.2131053790306°N,2.41524721722478°E                                 |                                            |                                                | Modifica les dades a Wikidata |
|        | Poncet                      | la Vall de Bianya | masia        |                                          | 42° 13′ 18″ N, 2° 26′ 47″ E / 42.2216631388389°N,2.44646597531678°E                                 |                                            |                                                | Modifica les dades a Wikidata |
|        | Puigdamont                  | la Vall de Bianya | masia        |                                          | 42° 13′ 53″ N, 2° 25′ 52″ E / 42.2313059008874°N,2.4311364603151°E                                  |                                            |                                                | Modifica les dades a Wikidata |
|        | Puigmitjà                   | la Vall de Bianya | masia        |                                          | 42° 13′ 50″ N, 2° 26′ 05″ E / 42.2304413582596°N,2.43479188837965°E                                 |                                            |                                                | Modifica les dades a Wikidata |
|        | Puigventós                  | la Vall de Bianya | masia        |                                          | 42° 14′ 31″ N, 2° 28′ 25″ E / 42.2420010785602°N,2.47363254924461°E                                 |                                            |                                                | Modifica les dades a Wikidata |
|        | Rodon                       | la Vall de Bianya | masia        |                                          | 42° 13′ 12″ N, 2° 25′ 58″ E / 42.2200648921609°N,2.43271558526799°E                                 |                                            |                                                | Modifica les dades a Wikidata |
|        | Roquer                      | la Vall de Bianya | masia        | Estil: arquitectura popular              | 42° 12′ 46″ N, 2° 28′ 59″ E / 42.212805°N,2.482945°E ca:Llocalou 351 msnm                           | bé integrant del patrimoni cultural català | Roquer (La Vall de Bianya)                     | Modifica les dades a Wikidata |
|        | Seguer                      | la Vall de Bianya | masia        |                                          | 42° 14′ 10″ N, 2° 25′ 53″ E / 42.236135021973°N,2.43149303715503°E                                  |                                            |                                                | Modifica les dades a Wikidata |
|        | Toralloles                  | la Vall de Bianya | masia        |                                          | 42° 15′ 52″ N, 2° 28′ 19″ E / 42.2643195392314°N,2.47189493626887°E                                 |                                            |                                                | Modifica les dades a Wikidata |
|        | Torrentmitjà                | la Vall de Bianya | masia        | Estil: arquitectura popular              | 42° 14′ 30″ N, 2° 23′ 20″ E / 42.241718°N,2.388986°E 584 msnm                                       | bé integrant del patrimoni cultural català |                                                | Modifica les dades a Wikidata |
|        | Velló                       | la Vall de Bianya | masia        |                                          | 42° 14′ 46″ N, 2° 27′ 23″ E / 42.2462251539643°N,2.45628791148788°E                                 |                                            |                                                | Modifica les dades a Wikidata |
|        | Vernedals                   | la Vall de Bianya | masia        |                                          | 42° 14′ 17″ N, 2° 23′ 49″ E / 42.2379310248906°N,2.39695939186558°E                                 |                                            |                                                | Modifica les dades a Wikidata |
|        | Vesseganyes                 | la Vall de Bianya | masia        |                                          | 42° 13′ 14″ N, 2° 28′ 50″ E / 42.2205434321705°N,2.48049917170665°E                                 |                                            |                                                | Modifica les dades a Wikidata |
|        | casa dels Masovers del Puig | la Vall de Bianya | masia        | Estil: arquitectura popular 17th century | 42° 14′ 59″ N, 2° 23′ 53″ E / 42.249597°N,2.398117°E ca:Sant Salvador de Bianya 632 msnm            | bé integrant del patrimoni cultural català | Casa dels Masovers del Puig                    | Modifica les dades a Wikidata |
|        | el Bagatell                 | la Vall de Bianya | masia        |                                          | 42° 15′ 42″ N, 2° 26′ 25″ E / 42.2615764334139°N,2.44040637323012°E                                 |                                            |                                                | Modifica les dades a Wikidata |
|        | el Bertran                  | la Vall de Bianya | masia        |                                          | 42° 14′ 29″ N, 2° 25′ 55″ E / 42.2414508139967°N,2.43191802168685°E                                 |                                            |                                                | Modifica les dades a Wikidata |
|        | el Borrell                  | la Vall de Bianya | masia        |                                          | 42° 14′ 05″ N, 2° 24′ 36″ E / 42.2347651957438°N,2.40992083548842°E                                 |                                            |                                                | Modifica les dades a Wikidata |
|        | el Bruc                     | la Vall de Bianya | masia        |                                          | 42° 14′ 00″ N, 2° 24′ 48″ E / 42.2332693755944°N,2.41327962041041°E                                 |                                            |                                                | Modifica les dades a Wikidata |
|        | el Buguerar                 | la Vall de Bianya | masia        |                                          | 42° 13′ 40″ N, 2° 27′ 56″ E / 42.2276523505075°N,2.46546308536925°E                                 |                                            |                                                | Modifica les dades a Wikidata |
|        | el Callís                   | la Vall de Bianya | masia        | Estil: arquitectura popular              | 42° 14′ 37″ N, 2° 24′ 04″ E / 42.243697222222°N,2.4011555555556°E 545 msnm                          | bé integrant del patrimoni cultural català | Casal del Callís (la Vall de Bianya)           | Modifica les dades a Wikidata |
|        | el Canemars                 | la Vall de Bianya | masia        |                                          | 42° 15′ 05″ N, 2° 28′ 40″ E / 42.2514050615898°N,2.47789422346043°E                                 |                                            |                                                | Modifica les dades a Wikidata |
|        | el Carrer                   | la Vall de Bianya | masia        |                                          | 42° 12′ 55″ N, 2° 25′ 30″ E / 42.2152263949591°N,2.42505338276744°E                                 |                                            |                                                | Modifica les dades a Wikidata |
|        | el Casot                    | la Vall de Bianya | masia        |                                          | 42° 12′ 58″ N, 2° 27′ 21″ E / 42.2160073237852°N,2.45590506206421°E                                 |                                            |                                                | Modifica les dades a Wikidata |
|        | el Cogul                    | la Vall de Bianya | masia        |                                          | 42° 14′ 45″ N, 2° 28′ 36″ E / 42.2457339411293°N,2.47653490336939°E                                 |                                            |                                                | Modifica les dades a Wikidata |
|        | el Coll                     | la Vall de Bianya | masia        | Estil: arquitectura popular 17th century | 42° 15′ 32″ N, 2° 25′ 15″ E / 42.258816°N,2.420695°E ca:La Vall de Bac 769 msnm                     | bé integrant del patrimoni cultural català | El Coll (la Vall de Bianya)                    | Modifica les dades a Wikidata |
|        | el Collell                  | la Vall de Bianya | masia        |                                          | 42° 13′ 02″ N, 2° 26′ 23″ E / 42.217162918215°N,2.43964765068032°E                                  |                                            |                                                | Modifica les dades a Wikidata |
|        | el Collet                   | la Vall de Bianya | masia        |                                          | 42° 12′ 59″ N, 2° 26′ 02″ E / 42.2162694979874°N,2.43377939641838°E                                 |                                            |                                                | Modifica les dades a Wikidata |
|        | el Colomer                  | la Vall de Bianya | masia        |                                          | 42° 12′ 21″ N, 2° 27′ 11″ E / 42.2059252181406°N,2.45315695449749°E                                 |                                            |                                                | Modifica les dades a Wikidata |
|        | el Corral                   | la Vall de Bianya | masia        |                                          | 42° 16′ 31″ N, 2° 24′ 41″ E / 42.2753189110382°N,2.41142235511308°E                                 |                                            |                                                | Modifica les dades a Wikidata |
|        | el Cortal                   | la Vall de Bianya | masia        |                                          | 42° 15′ 20″ N, 2° 24′ 09″ E / 42.2555316298059°N,2.40258666380485°E                                 |                                            |                                                | Modifica les dades a Wikidata |
|        | el Cós                      | la Vall de Bianya | masia        |                                          | 42° 13′ 31″ N, 2° 28′ 09″ E / 42.2251932776813°N,2.46926448776055°E                                 |                                            |                                                | Modifica les dades a Wikidata |
|        | el Ferrer                   | la Vall de Bianya | masia        | Estil: arquitectura popular              | 42° 15′ 48″ N, 2° 27′ 35″ E / 42.263309°N,2.459659°E                                                | bé integrant del patrimoni cultural català |                                                | Modifica les dades a Wikidata |
|        | el Grèvol                   | la Vall de Bianya | masia        |                                          | 42° 12′ 46″ N, 2° 28′ 52″ E / 42.2127647539205°N,2.48110810357874°E                                 |                                            |                                                | Modifica les dades a Wikidata |
|        | el Guitard                  | la Vall de Bianya | masia        |                                          | 42° 12′ 21″ N, 2° 26′ 43″ E / 42.2059508060745°N,2.44535544061273°E                                 |                                            |                                                | Modifica les dades a Wikidata |
|        | el Joncars                  | la Vall de Bianya | masia        |                                          | 42° 14′ 35″ N, 2° 28′ 07″ E / 42.2430133949559°N,2.46855759786925°E                                 |                                            |                                                | Modifica les dades a Wikidata |
|        | el Jovell                   | la Vall de Bianya | masia        |                                          | 42° 13′ 23″ N, 2° 28′ 58″ E / 42.223075774447°N,2.4828412443348°E                                   |                                            |                                                | Modifica les dades a Wikidata |
|        | el Llac                     | la Vall de Bianya | masia        | Estil: arquitectura popular              | 42° 12′ 46″ N, 2° 25′ 26″ E / 42.212713°N,2.42399°E                                                 | bé integrant del patrimoni cultural català |                                                | Modifica les dades a Wikidata |
|        | el Maiol                    | la Vall de Bianya | masia        |                                          | 42° 12′ 29″ N, 2° 28′ 13″ E / 42.208167301095°N,2.47032771684496°E                                  |                                            |                                                | Modifica les dades a Wikidata |
|        | el Martinoi                 | la Vall de Bianya | masia        |                                          | 42° 15′ 40″ N, 2° 24′ 35″ E / 42.2610262288319°N,2.4097002801077°E                                  |                                            |                                                | Modifica les dades a Wikidata |
|        | el Mestre Esteve            | la Vall de Bianya | masia        |                                          | 42° 14′ 32″ N, 2° 23′ 02″ E / 42.2420946936094°N,2.38392634353413°E                                 |                                            |                                                | Modifica les dades a Wikidata |
|        | el Pagès                    | la Vall de Bianya | masia        | Estil: arquitectura popular              | 42° 15′ 54″ N, 2° 26′ 02″ E / 42.264869444444°N,2.4339416666667°E 671 msnm                          | bé integrant del patrimoni cultural català | Casal del Pagès (la Vall de Bianya)            | Modifica les dades a Wikidata |
|        | el Pedrós                   | la Vall de Bianya | masia        |                                          | 42° 14′ 29″ N, 2° 22′ 54″ E / 42.2413800479381°N,2.38166674923524°E                                 |                                            |                                                | Modifica les dades a Wikidata |
|        | el Perer                    | la Vall de Bianya | masia        | Estil: arquitectura popular              | 42° 12′ 28″ N, 2° 28′ 33″ E / 42.207638888889°N,2.4758027777778°E 370 msnm                          | bé integrant del patrimoni cultural català | Mas Perer (la Vall de Bianya)                  | Modifica les dades a Wikidata |
|        | el Pla Llombard             | la Vall de Bianya | masia        |                                          | 42° 13′ 43″ N, 2° 26′ 51″ E / 42.228532996494°N,2.4474984752774°E                                   |                                            |                                                | Modifica les dades a Wikidata |
|        | el Plantalec                | la Vall de Bianya | masia        | Estil: arquitectura popular              | 42° 12′ 43″ N, 2° 25′ 15″ E / 42.211815°N,2.420755°E                                                | bé integrant del patrimoni cultural català |                                                | Modifica les dades a Wikidata |
|        | el Prat                     | la Vall de Bianya | masia        | Estil: arquitectura popular 19th century | 42° 14′ 10″ N, 2° 29′ 58″ E / 42.236088°N,2.499534°E                                                | bé integrant del patrimoni cultural català |                                                | Modifica les dades a Wikidata |
|        | el Prat de Santa Margarida  | la Vall de Bianya | masia        |                                          | 42° 12′ 35″ N, 2° 26′ 57″ E / 42.209797174768°N,2.44923478931268°E                                  |                                            |                                                | Modifica les dades a Wikidata |
|        | el Puig                     | la Vall de Bianya | masia        | Estil: arquitectura popular 18th century | 42° 14′ 56″ N, 2° 24′ 02″ E / 42.248817°N,2.400421°E ca:Sant Salvador de Bianya 625 msnm            | bé integrant del patrimoni cultural català | El Puig (la Vall de Bianya)                    | Modifica les dades a Wikidata |
|        | el Pujalts                  | la Vall de Bianya | masia        |                                          | 42° 12′ 25″ N, 2° 27′ 02″ E / 42.2068488094276°N,2.45042334313202°E                                 |                                            |                                                | Modifica les dades a Wikidata |
|        | el Pujant d'en Sala         | la Vall de Bianya | masia        |                                          | 42° 12′ 29″ N, 2° 25′ 43″ E / 42.207957948299°N,2.42858395724654°E                                  |                                            |                                                | Modifica les dades a Wikidata |
|        | el Pujol                    | la Vall de Bianya | masia        |                                          | 42° 13′ 53″ N, 2° 28′ 12″ E / 42.231438471117°N,2.47009683402449°E                                  |                                            |                                                | Modifica les dades a Wikidata |
|        | el Pujolar                  | la Vall de Bianya | masia        |                                          | 42° 13′ 30″ N, 2° 26′ 43″ E / 42.2250347883045°N,2.44528536405529°E                                 |                                            |                                                | Modifica les dades a Wikidata |
|        | el Pujolet                  | la Vall de Bianya | masia        |                                          | 42° 13′ 57″ N, 2° 24′ 41″ E / 42.2325845016371°N,2.41144389187107°E                                 |                                            |                                                | Modifica les dades a Wikidata |
|        | el Quer                     | la Vall de Bianya | masia        |                                          | 42° 16′ 04″ N, 2° 27′ 25″ E / 42.2677080862724°N,2.45694000228471°E                                 |                                            |                                                | Modifica les dades a Wikidata |
|        | el Resclosanys              | la Vall de Bianya | masia        |                                          | 42° 14′ 30″ N, 2° 23′ 50″ E / 42.2416698294775°N,2.39719044361214°E                                 |                                            |                                                | Modifica les dades a Wikidata |
|        | el Reverter                 | la Vall de Bianya | masia        |                                          | 42° 15′ 43″ N, 2° 28′ 33″ E / 42.2618790119824°N,2.47585577087973°E                                 |                                            |                                                | Modifica les dades a Wikidata |
|        | el Roc                      | la Vall de Bianya | masia        |                                          | 42° 16′ 58″ N, 2° 24′ 41″ E / 42.2828118211252°N,2.41137687524457°E                                 |                                            |                                                | Modifica les dades a Wikidata |
|        | el Serrat                   | la Vall de Bianya | masia        | Estil: arquitectura popular 19th century | 42° 14′ 06″ N, 2° 27′ 50″ E / 42.235031°N,2.46393°E 457 msnm                                        | bé integrant del patrimoni cultural català |                                                | Modifica les dades a Wikidata |
|        | el Serrat de Sant Ponç      | la Vall de Bianya | masia        | Estil: arquitectura popular              | 42° 14′ 14″ N, 2° 21′ 21″ E / 42.237361111111°N,2.3558444444444°E 809 msnm                          | bé integrant del patrimoni cultural català | Mas el Serrat (la Vall de Bianya)              | Modifica les dades a Wikidata |
|        | el Soi                      | la Vall de Bianya | masia        |                                          | 42° 13′ 35″ N, 2° 26′ 58″ E / 42.2263162773254°N,2.44956381158558°E                                 |                                            |                                                | Modifica les dades a Wikidata |
|        | el Tomàs                    | la Vall de Bianya | masia        |                                          | 42° 15′ 51″ N, 2° 26′ 38″ E / 42.2641059842516°N,2.44386386016843°E                                 |                                            |                                                | Modifica les dades a Wikidata |
|        | el Torelló                  | la Vall de Bianya | masia        |                                          | 42° 13′ 20″ N, 2° 29′ 04″ E / 42.2222269187509°N,2.48433855378844°E                                 |                                            |                                                | Modifica les dades a Wikidata |
|        | el Tossol                   | la Vall de Bianya | masia        |                                          | 42° 14′ 49″ N, 2° 30′ 14″ E / 42.2468461875897°N,2.50388424691732°E                                 |                                            |                                                | Modifica les dades a Wikidata |
|        | el Triadú                   | la Vall de Bianya | masia        | Estat: ruïnós                            | 42° 16′ 28″ N, 2° 26′ 13″ E / 42.2744116462711°N,2.43700644497279°E 900 msnm                        |                                            |                                                | Modifica les dades a Wikidata |
|        | el Vilar                    | la Vall de Bianya | masia        |                                          | 42° 14′ 15″ N, 2° 29′ 52″ E / 42.2374349334209°N,2.49774049386311°E                                 |                                            |                                                | Modifica les dades a Wikidata |
|        | el Xarabitx                 | la Vall de Bianya | masia        |                                          | 42° 15′ 49″ N, 2° 26′ 10″ E / 42.2636897909214°N,2.43609548564827°E                                 |                                            |                                                | Modifica les dades a Wikidata |
|        | els Hostalets de Capsacosta | la Vall de Bianya | masia        |                                          | 42° 14′ 34″ N, 2° 23′ 55″ E / 42.2427666561882°N,2.39853753661244°E                                 |                                            |                                                | Modifica les dades a Wikidata |
|        | els Solans                  | la Vall de Bianya | masia        |                                          | 42° 14′ 41″ N, 2° 27′ 24″ E / 42.2447769312535°N,2.45666398418129°E                                 |                                            |                                                | Modifica les dades a Wikidata |
|        | l'Aulet                     | la Vall de Bianya | masia        |                                          | 42° 14′ 12″ N, 2° 27′ 39″ E / 42.2366635488588°N,2.46074520399321°E                                 |                                            |                                                | Modifica les dades a Wikidata |
|        | l'Aulina                    | la Vall de Bianya | masia        |                                          | 42° 13′ 34″ N, 2° 27′ 17″ E / 42.2260794153286°N,2.45465528547899°E                                 |                                            |                                                | Modifica les dades a Wikidata |
|        | l'Espunya                   | la Vall de Bianya | masia        |                                          | 42° 12′ 12″ N, 2° 24′ 24″ E / 42.2034341368936°N,2.40677229081821°E                                 |                                            |                                                | Modifica les dades a Wikidata |
|        | l'Hospital                  | la Vall de Bianya | masia        |                                          | 42° 14′ 19″ N, 2° 30′ 04″ E / 42.2387016753354°N,2.50114831134192°E                                 |                                            |                                                | Modifica les dades a Wikidata |
|        | l'Hostal de Capsec          | la Vall de Bianya | masia        |                                          | 42° 13′ 10″ N, 2° 28′ 20″ E / 42.2195784891322°N,2.47232849842473°E                                 |                                            |                                                | Modifica les dades a Wikidata |
|        | l'Illa                      | la Vall de Bianya | masia        | Estil: arquitectura popular              | 42° 12′ 09″ N, 2° 30′ 07″ E / 42.20241°N,2.50206°E                                                  | bé integrant del patrimoni cultural català |                                                | Modifica les dades a Wikidata |
|        | l'Oliva                     | la Vall de Bianya | masia        |                                          | 42° 14′ 10″ N, 2° 26′ 10″ E / 42.2361944936712°N,2.43624338228694°E                                 |                                            |                                                | Modifica les dades a Wikidata |
|        | la Badosa                   | la Vall de Bianya | masia        |                                          | 42° 13′ 59″ N, 2° 30′ 48″ E / 42.2329266773828°N,2.51326429340844°E                                 |                                            |                                                | Modifica les dades a Wikidata |
|        | la Badosa de Baix           | la Vall de Bianya | masia        | Estil: arquitectura popular              | 42° 15′ 51″ N, 2° 24′ 27″ E / 42.264291666667°N,2.4075138888889°E 693 msnm                          | bé integrant del patrimoni cultural català | La Badosa de Baix (la Vall de Bianya)          | Modifica les dades a Wikidata |
|        | la Badosa de Dalt           | la Vall de Bianya | masia        |                                          | 42° 15′ 50″ N, 2° 23′ 52″ E / 42.263773811632°N,2.39770740859308°E                                  |                                            |                                                | Modifica les dades a Wikidata |
|        | la Barraca                  | la Vall de Bianya | masia        |                                          | 42° 13′ 15″ N, 2° 22′ 55″ E / 42.2208024972147°N,2.3819887309246°E                                  |                                            |                                                | Modifica les dades a Wikidata |
|        | la Bassa del Puig           | la Vall de Bianya | masia        |                                          | 42° 14′ 14″ N, 2° 30′ 36″ E / 42.2370917219529°N,2.51000842705859°E                                 |                                            |                                                | Modifica les dades a Wikidata |
|        | la Bossa                    | la Vall de Bianya | masia        | Estil: arquitectura popular 18th century | 42° 12′ 46″ N, 2° 25′ 24″ E / 42.212827°N,2.423235°E 422 msnm                                       | bé integrant del patrimoni cultural català |                                                | Modifica les dades a Wikidata |
|        | la Cadamont                 | la Vall de Bianya | masia        | Estil: arquitectura popular              | 42° 12′ 51″ N, 2° 26′ 10″ E / 42.214202°N,2.436241°E                                                | bé integrant del patrimoni cultural català |                                                | Modifica les dades a Wikidata |
|        | la Canal                    | la Vall de Bianya | masia        |                                          | 42° 14′ 10″ N, 2° 21′ 50″ E / 42.2361498845779°N,2.36399900266746°E                                 |                                            |                                                | Modifica les dades a Wikidata |
|        | la Canova                   | la Vall de Bianya | masia        | Estil: arquitectura popular              | 42° 12′ 47″ N, 2° 26′ 40″ E / 42.213017°N,2.444441°E                                                | bé integrant del patrimoni cultural català |                                                | Modifica les dades a Wikidata |
|        | la Canova d'en Ribes        | la Vall de Bianya | masia        | Estil: arquitectura popular              | 42° 12′ 49″ N, 2° 27′ 45″ E / 42.2136063404296°N,2.46241945794099°E                                 | bé integrant del patrimoni cultural català |                                                | Modifica les dades a Wikidata |
|        | la Casanova                 | la Vall de Bianya | masia        |                                          | 42° 13′ 34″ N, 2° 25′ 34″ E / 42.2260390171881°N,2.42607010253169°E                                 |                                            |                                                | Modifica les dades a Wikidata |
|        | la Codina                   | la Vall de Bianya | masia        |                                          | 42° 14′ 01″ N, 2° 24′ 31″ E / 42.233614341144°N,2.40854997991948°E                                  |                                            |                                                | Modifica les dades a Wikidata |
|        | la Coma d'en Roca           | la Vall de Bianya | masia        |                                          | 42° 14′ 38″ N, 2° 26′ 46″ E / 42.243836994149°N,2.4461528677209°E                                   |                                            |                                                | Modifica les dades a Wikidata |
|        | la Comassa                  | la Vall de Bianya | masia        |                                          | 42° 13′ 50″ N, 2° 25′ 33″ E / 42.2306226336709°N,2.42595586833295°E                                 |                                            |                                                | Modifica les dades a Wikidata |
|        | la Coromina                 | la Vall de Bianya | masia        | Estil: arquitectura popular              | 42° 15′ 49″ N, 2° 27′ 47″ E / 42.263702777778°N,2.4630333333333°E 588 msnm                          | bé integrant del patrimoni cultural català | Antic casal de la Coromina (la Vall de Bianya) | Modifica les dades a Wikidata |
|        | la Ferreria                 | la Vall de Bianya | masia        |                                          | 42° 14′ 00″ N, 2° 21′ 23″ E / 42.2333966387921°N,2.35640377206807°E                                 |                                            |                                                | Modifica les dades a Wikidata |
|        | la Fàbrega                  | la Vall de Bianya | masia        |                                          | 42° 13′ 49″ N, 2° 27′ 43″ E / 42.2303647109261°N,2.46192584134582°E                                 |                                            |                                                | Modifica les dades a Wikidata |
|        | la Ginebreda                | la Vall de Bianya | masia        |                                          | 42° 13′ 39″ N, 2° 28′ 27″ E / 42.2275839390825°N,2.47404317036549°E                                 |                                            |                                                | Modifica les dades a Wikidata |
|        | la Gorgal                   | la Vall de Bianya | masia        |                                          | 42° 14′ 38″ N, 2° 23′ 37″ E / 42.2439021712082°N,2.39354499691557°E                                 |                                            |                                                | Modifica les dades a Wikidata |
|        | la Jovinyeria               | la Vall de Bianya | masia        |                                          | 42° 13′ 50″ N, 2° 25′ 27″ E / 42.2306856907412°N,2.42416175403533°E                                 |                                            |                                                | Modifica les dades a Wikidata |
|        | la Molina                   | la Vall de Bianya | masia        |                                          | 42° 15′ 50″ N, 2° 24′ 37″ E / 42.2637580974841°N,2.41028103910068°E                                 |                                            |                                                | Modifica les dades a Wikidata |
|        | la Pentinada                | la Vall de Bianya | masia        |                                          | 42° 13′ 49″ N, 2° 25′ 44″ E / 42.2302235462421°N,2.42900121430142°E                                 |                                            |                                                | Modifica les dades a Wikidata |
|        | la Peça                     | la Vall de Bianya | masia        |                                          | 42° 13′ 41″ N, 2° 25′ 40″ E / 42.2280024897253°N,2.42789425568219°E                                 |                                            |                                                | Modifica les dades a Wikidata |
|        | la Pineda                   | la Vall de Bianya | masia        |                                          | 42° 14′ 18″ N, 2° 25′ 11″ E / 42.2383367399848°N,2.41974111697476°E                                 |                                            |                                                | Modifica les dades a Wikidata |
|        | la Plana                    | la Vall de Bianya | masia        |                                          | 42° 14′ 09″ N, 2° 26′ 33″ E / 42.235714178226°N,2.4425880849228°E                                   |                                            |                                                | Modifica les dades a Wikidata |
|        | la Planella                 | la Vall de Bianya | masia        |                                          | 42° 13′ 31″ N, 2° 27′ 29″ E / 42.2252493984179°N,2.45815226906303°E                                 |                                            |                                                | Modifica les dades a Wikidata |
|        | la Rovira                   | la Vall de Bianya | masia        |                                          | 42° 13′ 10″ N, 2° 23′ 16″ E / 42.2193560849933°N,2.38769752384524°E                                 |                                            |                                                | Modifica les dades a Wikidata |
|        | la Rovirota                 | la Vall de Bianya | masia        |                                          | 42° 15′ 54″ N, 2° 24′ 18″ E / 42.265018052767°N,2.4048736255697°E                                   |                                            |                                                | Modifica les dades a Wikidata |
|        | la Sala                     | la Vall de Bianya | masia        |                                          | 42° 12′ 48″ N, 2° 25′ 34″ E / 42.2132599313524°N,2.42623427811118°E                                 |                                            |                                                | Modifica les dades a Wikidata |
|        | la Serrota                  | la Vall de Bianya | masia        |                                          | 42° 12′ 53″ N, 2° 25′ 50″ E / 42.2146329069965°N,2.43065611037729°E                                 |                                            |                                                | Modifica les dades a Wikidata |
|        | la Teuleria                 | la Vall de Bianya | masia        |                                          | 42° 15′ 44″ N, 2° 27′ 43″ E / 42.2621473208539°N,2.46183755077205°E                                 |                                            |                                                | Modifica les dades a Wikidata |
|        | la Tria                     | la Vall de Bianya | masia        |                                          | 42° 13′ 32″ N, 2° 27′ 58″ E / 42.2256107723961°N,2.46607406959893°E                                 |                                            |                                                | Modifica les dades a Wikidata |
|        | la Vila                     | la Vall de Bianya | masia        | Estil: arquitectura popular              | 42° 12′ 34″ N, 2° 25′ 18″ E / 42.209402777778°N,2.4216972222222°E 415 msnm                          | bé integrant del patrimoni cultural català | Casal de la Vila (la Vall de Bianya)           | Modifica les dades a Wikidata |
|        | la Vila-roja                | la Vall de Bianya | masia        |                                          | 42° 12′ 49″ N, 2° 25′ 38″ E / 42.2135170606763°N,2.42722540129089°E                                 |                                            |                                                | Modifica les dades a Wikidata |
|        | la Vilotja                  | la Vall de Bianya | masia        |                                          | 42° 14′ 32″ N, 2° 26′ 05″ E / 42.2421936422921°N,2.43461428238133°E                                 |                                            |                                                | Modifica les dades a Wikidata |
|        | les Aulines                 | la Vall de Bianya | masia        | Estil: arquitectura popular              | 42° 13′ 01″ N, 2° 24′ 39″ E / 42.217056°N,2.410899°E                                                | bé integrant del patrimoni cultural català |                                                | Modifica les dades a Wikidata |
|        | les Barqueres               | la Vall de Bianya | masia        |                                          | 42° 15′ 12″ N, 2° 27′ 20″ E / 42.2534001854894°N,2.45566863453592°E                                 |                                            |                                                | Modifica les dades a Wikidata |
|        | les Boïgues                 | la Vall de Bianya | masia        |                                          | 42° 14′ 19″ N, 2° 27′ 23″ E / 42.2387414404395°N,2.45638852302475°E                                 |                                            |                                                | Modifica les dades a Wikidata |
|        | les Corominotes             | la Vall de Bianya | masia        |                                          | 42° 14′ 26″ N, 2° 24′ 16″ E / 42.2405733391709°N,2.40452161459757°E                                 |                                            |                                                | Modifica les dades a Wikidata |
|        | les Fonts                   | la Vall de Bianya | masia        |                                          | 42° 16′ 33″ N, 2° 25′ 23″ E / 42.2758369942997°N,2.42298686314555°E                                 |                                            |                                                | Modifica les dades a Wikidata |
|        | les Gleies                  | la Vall de Bianya | masia        | Estil: arquitectura popular              | 42° 14′ 03″ N, 2° 28′ 23″ E / 42.234272222222°N,2.4731111111111°E 463 msnm                          | bé integrant del patrimoni cultural català | Casal de les Gleies (la Vall de Bianya)        | Modifica les dades a Wikidata |
|        | les Illotes                 | la Vall de Bianya | masia        |                                          | 42° 12′ 06″ N, 2° 30′ 11″ E / 42.2016855578848°N,2.503159640386°E                                   |                                            |                                                | Modifica les dades a Wikidata |
|        | les Moles                   | la Vall de Bianya | masia        |                                          | 42° 12′ 22″ N, 2° 25′ 47″ E / 42.2060361125331°N,2.42969152096947°E                                 |                                            |                                                | Modifica les dades a Wikidata |
|        | les Pinoses                 | la Vall de Bianya | masia        | Estil: arquitectura popular 19th century | 42° 14′ 22″ N, 2° 22′ 24″ E / 42.239404°N,2.373307°E ca:Vall de Sant Ponç d'Aulina, aïllat 685 msnm | bé integrant del patrimoni cultural català | Les Pinoses                                    | Modifica les dades a Wikidata |
|        | les Planes                  | la Vall de Bianya | masia        | Estil: arquitectura popular              | 42° 14′ 10″ N, 2° 21′ 51″ E / 42.236047222222°N,2.3641222222222°E 717 msnm                          | bé integrant del patrimoni cultural català | Casa de les Planes (la Vall de Bianya)         | Modifica les dades a Wikidata |
|        | les Rompudes                | la Vall de Bianya | masia        |                                          | 42° 13′ 48″ N, 2° 23′ 35″ E / 42.230058518302°N,2.3929528312194°E                                   |                                            |                                                | Modifica les dades a Wikidata |
|        | les Serres                  | la Vall de Bianya | masia        |                                          | 42° 16′ 21″ N, 2° 24′ 59″ E / 42.2724706155984°N,2.41625096446876°E                                 |                                            |                                                | Modifica les dades a Wikidata |
|        | les Tremoledes              | la Vall de Bianya | masia        |                                          | 42° 13′ 32″ N, 2° 25′ 22″ E / 42.225662244524°N,2.42277753564205°E                                  |                                            |                                                | Modifica les dades a Wikidata |

## molí d'aigua
| imatge | Nom                       | Ubicat a          | instància de                  | Detalls                     | coordenades                                                                | Protecció                                  | Commons (més fotos)                | Dades a WD                    |
| ------ | ------------------------- | ----------------- | ----------------------------- | --------------------------- | -------------------------------------------------------------------------- | ------------------------------------------ | ---------------------------------- | ----------------------------- |
|        | Molí Nou                  | la Vall de Bianya | molí d'aigua                  | Estil: arquitectura popular | 42° 12′ 44″ N, 2° 27′ 15″ E / 42.212308°N,2.454299°E                       | bé integrant del patrimoni cultural català |                                    | Modifica les dades a Wikidata |
|        | Molí d'en Puig            | la Vall de Bianya | molí d'aigua                  |                             | 42° 14′ 22″ N, 2° 24′ 07″ E / 42.239497476131°N,2.40199860564731°E         |                                            |                                    | Modifica les dades a Wikidata |
|        | Molí d'en Solà            | la Vall de Bianya | molí d'aigua                  | Estil: arquitectura popular | 42° 13′ 01″ N, 2° 24′ 15″ E / 42.217002777778°N,2.4042472222222°E 456 msnm | bé integrant del patrimoni cultural català | Molí d'en Solà (la Vall de Bianya) | Modifica les dades a Wikidata |
|        | Molí d'en Taloy           | la Vall de Bianya | molí d'aigua                  | Estil: arquitectura popular |                                                                            | bé integrant del patrimoni cultural català |                                    | Modifica les dades a Wikidata |
|        | Molí de Can Planes        | la Vall de Bianya | molí d'aigua                  |                             | 42° 14′ 55″ N, 2° 29′ 41″ E / 42.2486618858645°N,2.4948148940921°E         |                                            |                                    | Modifica les dades a Wikidata |
|        | Molí de Pladebeia         | la Vall de Bianya | molí d'aigua                  |                             | 42° 13′ 15″ N, 2° 26′ 12″ E / 42.2208592212749°N,2.43673120468665°E        |                                            |                                    | Modifica les dades a Wikidata |
|        | Molí de Xirivic           | la Vall de Bianya | molí d'aigua Ús: molí fariner | Estil: arquitectura popular | 42° 15′ 41″ N, 2° 26′ 18″ E / 42.261345°N,2.438349°E                       | bé integrant del patrimoni cultural català |                                    | Modifica les dades a Wikidata |
|        | Molí de la Boada          | la Vall de Bianya | molí d'aigua                  |                             | 42° 13′ 05″ N, 2° 25′ 31″ E / 42.218037866308°N,2.42535501442092°E         |                                            |                                    | Modifica les dades a Wikidata |
|        | Molí de la Bossa          | la Vall de Bianya | molí d'aigua                  | Estil: arquitectura popular | 42° 12′ 53″ N, 2° 25′ 23″ E / 42.214586°N,2.423082°E                       | bé integrant del patrimoni cultural català |                                    | Modifica les dades a Wikidata |
|        | Molí de la Casa del Farró | la Vall de Bianya | molí d'aigua                  | Estil: arquitectura popular | 42° 13′ 51″ N, 2° 25′ 02″ E / 42.230774°N,2.41734°E                        | bé integrant del patrimoni cultural català |                                    | Modifica les dades a Wikidata |
|        | Molí de la Coma           | la Vall de Bianya | molí d'aigua                  |                             | 42° 16′ 03″ N, 2° 25′ 53″ E / 42.2675396618625°N,2.43147770027825°E        |                                            |                                    | Modifica les dades a Wikidata |
|        | Molí de la Coromina       | la Vall de Bianya | molí d'aigua                  | Estil: arquitectura popular | 42° 15′ 41″ N, 2° 26′ 18″ E / 42.261345°N,2.438349°E                       | bé integrant del patrimoni cultural català |                                    | Modifica les dades a Wikidata |
|        | Molí de la Mola           | la Vall de Bianya | molí d'aigua                  | Estil: arquitectura popular | 42° 13′ 06″ N, 2° 26′ 33″ E / 42.218435°N,2.442414°E                       | bé integrant del patrimoni cultural català |                                    | Modifica les dades a Wikidata |
|        | Molí de la Vila           | la Vall de Bianya | molí d'aigua                  | Estil: arquitectura popular | 42° 12′ 29″ N, 2° 25′ 17″ E / 42.208161°N,2.421303°E                       | bé integrant del patrimoni cultural català |                                    | Modifica les dades a Wikidata |
|        | Molí de les Planes        | la Vall de Bianya | molí d'aigua                  |                             | 42° 14′ 09″ N, 2° 21′ 58″ E / 42.2357107347995°N,2.36601524615652°E        |                                            |                                    | Modifica les dades a Wikidata |
|        | Molí del Clot             | la Vall de Bianya | molí d'aigua                  |                             | 42° 14′ 15″ N, 2° 25′ 16″ E / 42.2375602138405°N,2.4211298938575°E         |                                            |                                    | Modifica les dades a Wikidata |
|        | Molí del Colomer          | la Vall de Bianya | molí d'aigua                  | Estil: arquitectura popular |                                                                            | bé integrant del patrimoni cultural català |                                    | Modifica les dades a Wikidata |
|        | Molí del Roquer           | la Vall de Bianya | molí d'aigua                  | Estil: arquitectura popular | 42° 12′ 49″ N, 2° 29′ 01″ E / 42.213475°N,2.483678°E                       | bé integrant del patrimoni cultural català |                                    | Modifica les dades a Wikidata |
|        | el Molinot                | la Vall de Bianya | molí d'aigua                  |                             | 42° 15′ 46″ N, 2° 26′ 34″ E / 42.2626688203234°N,2.44279739598189°E        |                                            |                                    | Modifica les dades a Wikidata |
|        | el Molinou                | la Vall de Bianya | molí d'aigua                  |                             | 42° 14′ 26″ N, 2° 23′ 40″ E / 42.2406647006077°N,2.39444867211254°E        |                                            |                                    | Modifica les dades a Wikidata |

## muntanya
| imatge | Nom                   | Ubicat a                                                          | instància de | Detalls | coordenades                                                             | Protecció | Commons (més fotos)        | Dades a WD                    |
| ------ | --------------------- | ----------------------------------------------------------------- | ------------ | ------- | ----------------------------------------------------------------------- | --------- | -------------------------- | ----------------------------- |
|        | Bodamont              | la Vall de Bianya                                                 | muntanya     |         | 42° 13′ 49″ N, 2° 26′ 52″ E / 42.23039722°N,2.44772778°E 539.4 msnm     |           |                            | Modifica les dades a Wikidata |
|        | Cap de la Baga        | la Vall de Bianya                                                 | muntanya     |         | 42° 15′ 07″ N, 2° 26′ 30″ E / 42.2519°N,2.44169°E 917.7 msnm            |           |                            | Modifica les dades a Wikidata |
|        | Capsacosta            | la Vall de Bianya Sant Pau de Segúries                            | muntanya     |         | 42° 15′ 08″ N, 2° 22′ 23″ E / 42.25233333°N,2.37311111°E 1100 msnm      |           |                            | Modifica les dades a Wikidata |
|        | Caselles              | la Vall de Bianya                                                 | muntanya     |         | 42° 14′ 28″ N, 2° 29′ 34″ E / 42.241°N,2.49269°E 680.4 msnm             |           |                            | Modifica les dades a Wikidata |
|        | Malforat              | la Vall de Bianya                                                 | muntanya     |         | 42° 15′ 13″ N, 2° 25′ 55″ E / 42.2536°N,2.43202°E 923.4 msnm            |           |                            | Modifica les dades a Wikidata |
|        | Pic de les Tres Fonts | la Vall de Bianya Sant Joan de les Abadesses                      | muntanya     |         | 42° 14′ 29″ N, 2° 20′ 40″ E / 42.24125833°N,2.34430556°E 1131.6 msnm    |           |                            | Modifica les dades a Wikidata |
|        | Puig Ou               | la Vall de Bianya Camprodon                                       | muntanya     |         | 42° 17′ 03″ N, 2° 25′ 40″ E / 42.2841286008°N,2.42776271465°E 1300 msnm |           | Puig Ou                    | Modifica les dades a Wikidata |
|        | Puig Rodon            | la Vall de Bianya                                                 | muntanya     |         | 42° 13′ 06″ N, 2° 25′ 54″ E / 42.2182°N,2.43163°E 478.7 msnm            |           |                            | Modifica les dades a Wikidata |
|        | Puig de Can Mic       | la Vall de Bianya Sant Joan de les Abadesses Sant Pau de Segúries | muntanya     |         | 42° 14′ 41″ N, 2° 21′ 05″ E / 42.2446°N,2.35133°E 1136 msnm             |           |                            | Modifica les dades a Wikidata |
|        | Puig de la Caritat    | la Vall de Bianya Sant Joan de les Abadesses                      | muntanya     |         | 42° 13′ 52″ N, 2° 20′ 36″ E / 42.2312°N,2.34323°E 1078.5 msnm           |           |                            | Modifica les dades a Wikidata |
|        | Puigsacreu            | la Vall de Bianya Sant Pau de Segúries                            | muntanya     |         | 42° 14′ 56″ N, 2° 21′ 52″ E / 42.249°N,2.36456°E 1111.8 msnm            |           |                            | Modifica les dades a Wikidata |
|        | Puigsespunya          | la Vall de Bianya Riudaura                                        | muntanya     |         | 42° 12′ 10″ N, 2° 23′ 18″ E / 42.20286389°N,2.38825°E 1041.5 msnm       |           |                            | Modifica les dades a Wikidata |
|        | Roca Forcada          | la Vall de Bianya                                                 | muntanya     |         | 42° 13′ 56″ N, 2° 28′ 55″ E / 42.23215556°N,2.48182778°E 605.7 msnm     |           |                            | Modifica les dades a Wikidata |
|        | Roques Blanques       | la Vall de Bianya                                                 | muntanya     |         | 42° 16′ 13″ N, 2° 23′ 20″ E / 42.27016667°N,2.38894722°E 881 msnm       |           |                            | Modifica les dades a Wikidata |
|        | Sant Miquel del Mont  | Riudaura la Vall de Bianya                                        | muntanya     |         | 42° 11′ 52″ N, 2° 26′ 48″ E / 42.197876°N,2.446635°E 793 msnm           |           | Sant Miquel del Mont (cim) | Modifica les dades a Wikidata |
|        | Turó de Mainou        | la Vall de Bianya                                                 | muntanya     |         | 42° 15′ 56″ N, 2° 25′ 16″ E / 42.26554444°N,2.42121389°E 776.1 msnm     |           |                            | Modifica les dades a Wikidata |
|        | Turó de la Torre      | la Vall de Bianya                                                 | muntanya     |         | 42° 12′ 07″ N, 2° 28′ 01″ E / 42.2019°N,2.46695°E 618.5 msnm            |           |                            | Modifica les dades a Wikidata |
|        | Turó dels Pujals      | la Vall de Bianya                                                 | muntanya     |         | 42° 15′ 14″ N, 2° 27′ 05″ E / 42.2539°N,2.45142°E 777.4 msnm            |           |                            | Modifica les dades a Wikidata |
|        | el Talló              | la Vall de Bianya Camprodon                                       | muntanya     |         | 42° 16′ 50″ N, 2° 26′ 52″ E / 42.2805°N,2.44788889°E 1277 msnm          |           | El Talló                   | Modifica les dades a Wikidata |
|        | les Rompudes          | la Vall de Bianya                                                 | muntanya     |         | 42° 13′ 27″ N, 2° 23′ 27″ E / 42.22428611°N,2.39081389°E 892 msnm       |           |                            | Modifica les dades a Wikidata |

## oratori
| imatge | Nom                   | Ubicat a          | instància de | Detalls                     | coordenades | Protecció                                  | Commons (més fotos)             | Dades a WD                    |
| ------ | --------------------- | ----------------- | ------------ | --------------------------- | --- | ------------------------------------------ | ------------------------------- | ----------------------------- |
|        | Pedró de Sant Josep   | la Vall de Bianya | oratori      | Estil: arquitectura popular | 42° 14′ 30″ N, 2° 24′ 10″ E / 42.241614°N,2.402708°E ca:Sant Salvador de Bianya, ctra. C-153, km 12 a 13 550 msnm | bé integrant del patrimoni cultural català | Pedró de Sant Josep             | Modifica les dades a Wikidata |
|        | Pedró de Sant Martí   | la Vall de Bianya | oratori      | Estil: arquitectura popular | 42° 12′ 46″ N, 2° 25′ 16″ E / 42.212759°N,2.421231°E                                                              | bé integrant del patrimoni cultural català |                                 | Modifica les dades a Wikidata |
|        | Pedró de Sant Valentí | la Vall de Bianya | oratori      |                             | 42° 12′ 05″ N, 2° 28′ 42″ E / 42.2014947665479°N,2.47843857129232°E 675 msnm                                      |                                            | Pedró de Sant Valentí           | Modifica les dades a Wikidata |
|        | Sant Isidre           | la Vall de Bianya | oratori      |                             | 42° 15′ 36″ N, 2° 28′ 55″ E / 42.2599248222781°N,2.48183703356589°E 750 msnm                                      |                                            | Sant Isidre (la Vall de Bianya) | Modifica les dades a Wikidata |

## polígon industrial
| imatge | Nom                            | Ubicat a          | instància de       | Detalls | coordenades                                                         | Protecció | Commons (més fotos) | Dades a WD                    |
| ------ | ------------------------------ | ----------------- | ------------------ | ------- | ------------------------------------------------------------------- | --------- | ------------------- | ----------------------------- |
|        | Polígon industrial Morrals     | la Vall de Bianya | polígon industrial |         | 42° 12′ 40″ N, 2° 28′ 20″ E / 42.2110939952704°N,2.47220528793653°E |           |                     | Modifica les dades a Wikidata |
|        | Polígon industrial de Llocalou | la Vall de Bianya | polígon industrial |         | 42° 12′ 35″ N, 2° 29′ 03″ E / 42.2097880499988°N,2.48407630282387°E |           |                     | Modifica les dades a Wikidata |

## pont
| imatge | Nom                     | Ubicat a          | instància de | Detalls                     | coordenades                                                         | Protecció                                  | Commons (més fotos)     | Dades a WD                    |
| ------ | ----------------------- | ----------------- | ------------ | --------------------------- | ------------------------------------------------------------------- | ------------------------------------------ | ----------------------- | ----------------------------- |
|        | Palanca de Sant Feliu   | la Vall de Bianya | pont         |                             | 42° 15′ 47″ N, 2° 25′ 07″ E / 42.2629360682545°N,2.41861837273381°E |                                            |                         | Modifica les dades a Wikidata |
|        | Pont de Can Pairó       | la Vall de Bianya | pont         | Estil: arquitectura popular | 42° 14′ 00″ N, 2° 24′ 53″ E / 42.233197°N,2.414827°E                | bé integrant del patrimoni cultural català |                         | Modifica les dades a Wikidata |
|        | Pont de Curant          | la Vall de Bianya | pont         |                             | 42° 12′ 55″ N, 2° 28′ 45″ E / 42.2153046553594°N,2.47914881550391°E |                                            |                         | Modifica les dades a Wikidata |
|        | Pont del Molí d'en Solà | la Vall de Bianya | pont         | Estil: arquitectura popular | 42° 12′ 59″ N, 2° 24′ 12″ E / 42.216495°N,2.403429°E                | bé integrant del patrimoni cultural català |                         | Modifica les dades a Wikidata |
|        | Pont del Tomàs          | la Vall de Bianya | pont         | Estil: arquitectura popular | 42° 15′ 47″ N, 2° 26′ 56″ E / 42.263159°N,2.449015°E                | bé integrant del patrimoni cultural català |                         | Modifica les dades a Wikidata |
|        | pont dels Esquellerincs | la Vall de Bianya | pont         | Estil: arquitectura popular | 42° 15′ 48″ N, 2° 25′ 53″ E / 42.263213°N,2.431415°E 613 msnm       | bé integrant del patrimoni cultural català | Pont dels Esquellerincs | Modifica les dades a Wikidata |

## rectoria
| imatge | Nom                                                 | Ubicat a          | instància de | Detalls                     | coordenades                                                                | Protecció                                  | Commons (més fotos)                           | Dades a WD                    |
| ------ | --------------------------------------------------- | ----------------- | ------------ | --------------------------- | -------------------------------------------------------------------------- | ------------------------------------------ | --------------------------------------------- | ----------------------------- |
|        | Rectoria de Sant Martí del Clot                     | la Vall de Bianya | rectoria     | Estil: arquitectura popular | 42° 14′ 23″ N, 2° 26′ 04″ E / 42.239788888889°N,2.4344694444444°E 475 msnm | bé integrant del patrimoni cultural català | Llindes de la rectoria de Sant Martí del Clot | Modifica les dades a Wikidata |
|        | Rectoria de Sant Pere Despuig                       | la Vall de Bianya | rectoria     | Estil: arquitectura popular | 42° 12′ 50″ N, 2° 25′ 34″ E / 42.213811111111°N,2.4262361111111°E 439 msnm | bé integrant del patrimoni cultural català | Rectoria de Sant Pere Despuig                 | Modifica les dades a Wikidata |
|        | Rectoria de Santa Margarida de Bianya               | la Vall de Bianya | rectoria     | Estil: arquitectura popular | 42° 12′ 27″ N, 2° 26′ 41″ E / 42.207497222222°N,2.4447194444444°E 399 msnm | bé integrant del patrimoni cultural català | Llindes de la rectoria de Santa Margarida     | Modifica les dades a Wikidata |
|        | Rectoria de Santa Maria de Castellar de la Muntanya | la Vall de Bianya | rectoria     | Estil: arquitectura popular | 42° 14′ 16″ N, 2° 29′ 59″ E / 42.237877°N,2.499848°E                       | bé integrant del patrimoni cultural català |                                               | Modifica les dades a Wikidata |

## serra
| imatge | Nom                            | Ubicat a                                     | instància de | Detalls                            | coordenades                                                          | Protecció | Commons (més fotos) | Dades a WD                    |
| ------ | ------------------------------ | -------------------------------------------- | ------------ | ---------------------------------- | -------------------------------------------------------------------- | --------- | ------------------- | ----------------------------- |
|        | Carena de Puigsolana           | la Vall de Bianya                            | serra        |                                    | 42° 13′ 08″ N, 2° 27′ 24″ E / 42.2189°N,2.45666°E 497.1 msnm         |           |                     | Modifica les dades a Wikidata |
|        | Carenar de les Boixedes        | la Vall de Bianya                            | serra        |                                    | 42° 14′ 15″ N, 2° 23′ 53″ E / 42.2374°N,2.39799°E 775 msnm           |           |                     | Modifica les dades a Wikidata |
|        | Mont del Llor                  | Camprodon la Vall de Bianya                  | serra        |                                    | 42° 17′ 20″ N, 2° 27′ 03″ E / 42.28897222°N,2.45092389°E 1195 msnm   |           |                     | Modifica les dades a Wikidata |
|        | Sant Tomàs (la Vall de Bianya) | la Vall de Bianya                            | serra        |                                    | 42° 14′ 48″ N, 2° 27′ 46″ E / 42.24678333°N,2.46283056°E 901 msnm    |           |                     | Modifica les dades a Wikidata |
|        | Sant Valentí                   | la Vall de Bianya Olot                       | serra        |                                    | 42° 12′ 07″ N, 2° 28′ 33″ E / 42.202°N,2.47588°E 711 msnm            |           | Sant Valentí (Olot) | Modifica les dades a Wikidata |
|        | Serra de Sant Miquel del Mont  | la Vall de Bianya                            | serra        | Anomenat per: Sant Miquel del Mont | 42° 11′ 52″ N, 2° 26′ 48″ E / 42.19789444°N,2.44663333°E             |           |                     | Modifica les dades a Wikidata |
|        | serra d'Aiguanegra             | Olot Sant Joan les Fonts la Vall de Bianya   | serra        |                                    | 42° 11′ 58″ N, 2° 30′ 38″ E / 42.19941389°N,2.510575°E 629.8 msnm    |           |                     | Modifica les dades a Wikidata |
|        | serra de Malforat              | la Vall de Bianya                            | serra        |                                    | 42° 15′ 21″ N, 2° 25′ 28″ E / 42.2558°N,2.42449°E 923.3 msnm         |           |                     | Modifica les dades a Wikidata |
|        | serra de Vivers                | la Vall de Bianya                            | serra        |                                    | 42° 15′ 23″ N, 2° 23′ 41″ E / 42.2564°N,2.39464°E 1038.4 msnm        |           |                     | Modifica les dades a Wikidata |
|        | serra de les Cambres           | Sant Joan de les Abadesses la Vall de Bianya | serra        |                                    | 42° 13′ 32″ N, 2° 21′ 36″ E / 42.22569167°N,2.36013056°E 982.5 msnm  |           |                     | Modifica les dades a Wikidata |
|        | serrat de Comarrol             | la Vall de Bianya                            | serra        |                                    | 42° 14′ 59″ N, 2° 25′ 14″ E / 42.2496°N,2.42065°E 901.3 msnm         |           |                     | Modifica les dades a Wikidata |
|        | serrat de les Ginebres         | la Vall de Bianya                            | serra        |                                    | 42° 16′ 30″ N, 2° 24′ 40″ E / 42.2751°N,2.41101°E 1222.5 msnm        |           |                     | Modifica les dades a Wikidata |
|        | serrat del Bertran             | la Vall de Bianya                            | serra        |                                    | 42° 14′ 46″ N, 2° 25′ 42″ E / 42.2461°N,2.42844°E 923.4 msnm         |           |                     | Modifica les dades a Wikidata |
|        | serrat del Pedrós              | la Vall de Bianya                            | serra        |                                    | 42° 14′ 51″ N, 2° 22′ 46″ E / 42.24753333°N,2.37951944°E 1100.1 msnm |           |                     | Modifica les dades a Wikidata |

## túnel
| imatge | Nom                        | Ubicat a          | instància de | Detalls | coordenades                                                         | Protecció | Commons (més fotos) | Dades a WD                    |
| ------ | -------------------------- | ----------------- | ------------ | ------- | ------------------------------------------------------------------- | --------- | ------------------- | ----------------------------- |
|        | Túnel de Torrent Mitjà     | la Vall de Bianya | túnel        |         | 42° 14′ 33″ N, 2° 23′ 16″ E / 42.242609936652°N,2.38764241850367°E  |           |                     | Modifica les dades a Wikidata |
|        | Túnel de la Calçada Romana | la Vall de Bianya | túnel        |         | 42° 14′ 29″ N, 2° 24′ 25″ E / 42.2413689644476°N,2.40685340395886°E |           |                     | Modifica les dades a Wikidata |
|        | Túnel del Mestre Esteve    | la Vall de Bianya | túnel        |         | 42° 14′ 36″ N, 2° 23′ 00″ E / 42.2434420406654°N,2.38325870310392°E |           |                     | Modifica les dades a Wikidata |

## vèrtex geodèsic
| imatge | Nom        | Ubicat a          | instància de    | Detalls   | coordenades                                                        | Protecció | Commons (més fotos) | Dades a WD                    |
| ------ | ---------- | ----------------- | --------------- | --------- | ------------------------------------------------------------------ | --------- | ------------------- | ----------------------------- |
|        | Puig Ou    | la Vall de Bianya | vèrtex geodèsic | Alt: 1.2m | 42° 17′ 03″ N, 2° 25′ 40″ E / 42.284102°N,2.427749°E 1299.735 msnm |           |                     | Modifica les dades a Wikidata |
|        | San Miguel | la Vall de Bianya | vèrtex geodèsic | Alt: 1.2m | 42° 11′ 53″ N, 2° 26′ 48″ E / 42.197949°N,2.446766°E 792.924 msnm  |           |                     | Modifica les dades a Wikidata |

## Misc
| imatge | Nom                                             | Ubicat a                                                                 | instància de                                   | Detalls                                  | coordenades                                                                              | Protecció                                  | Commons (més fotos)   | Dades a WD                    |
| ------ | ----------------------------------------------- | ------------------------------------------------------------------------ | ---------------------------------------------- | ---------------------------------------- | ---------------------------------------------------------------------------------------- | ------------------------------------------ | --------------------- | ----------------------------- |
|        | Casa de la Coma                                 | la Vall de Bianya                                                        | edifici                                        | Estil: arquitectura popular              | 42° 16′ 21″ N, 2° 25′ 47″ E / 42.272449°N,2.429611°E                                     | bé integrant del patrimoni cultural català |                       | Modifica les dades a Wikidata |
|        | Comunidor de l'església de Sant Martí de Capsec | la Vall de Bianya                                                        | comunidor                                      | Estil: arquitectura popular              | 42° 13′ 59″ N, 2° 28′ 18″ E / 42.233059°N,2.471642°E                                     | bé integrant del patrimoni cultural català |                       | Modifica les dades a Wikidata |
|        | Forn de calç                                    | la Vall de Bianya                                                        | forn de calç                                   | Estil: arquitectura popular              | 42° 16′ 04″ N, 2° 27′ 45″ E / 42.267859°N,2.462549°E                                     | bé integrant del patrimoni cultural català |                       | Modifica les dades a Wikidata |
|        | Sant Salvador de Bianya                         | la Vall de Bianya                                                        | entitat col·lectiva de població antic municipi |                                          | 42° 14′ 48″ N, 2° 24′ 05″ E / 42.24669167°N,2.40143611°E 574 msnm                        |                                            |                       | Modifica les dades a Wikidata |
|        | Via romana del Capsacosta                       | la Vall de Bianya Sant Pau de Segúries                                   | via romana zona arqueològica estructura romana |                                          | 42° 15′ 12″ N, 2° 22′ 52″ E / 42.25326°N,2.381035°E                                      | bé cultural d'interès nacional             | Via romana Capsacosta | Modifica les dades a Wikidata |
|        | casa consistorial de la Vall de Bianya          | la Vall de Bianya                                                        | casa consistorial                              |                                          | 42° 12′ 40″ N, 2° 27′ 20″ E / 42.2110788°N,2.4556671°E                                   |                                            |                       | Modifica les dades a Wikidata |
|        | collet d'Arrencafels                            | Camprodon la Vall de Bianya                                              | collada                                        |                                          | 42° 17′ 10″ N, 2° 25′ 04″ E / 42.2861°N,2.4178°E 1137 msnm                               |                                            |                       | Modifica les dades a Wikidata |
|        | corral del Puig                                 | la Vall de Bianya                                                        | cabana                                         | Estil: arquitectura popular 18th century | 42° 14′ 56″ N, 2° 24′ 00″ E / 42.249008°N,2.399965°E ca:Sant Salvador de Bianya 625 msnm | bé integrant del patrimoni cultural català | Corral del Puig       | Modifica les dades a Wikidata |
|        | la Canya                                        | Sant Joan les Fonts la Vall de Bianya la Canya la Canya (Vall de Bianya) | nucli de població                              | 1346 hab                                 | 42° 12′ 25″ N, 2° 29′ 51″ E / 42.20694444°N,2.4975°E 360 msnm                            |                                            | La Canya              | Modifica les dades a Wikidata |
|        | l’Abella                                        | la Vall de Bianya                                                        | veïnat                                         |                                          |                                                                                          |                                            |                       | Modifica les dades a Wikidata |